# Kitzingen

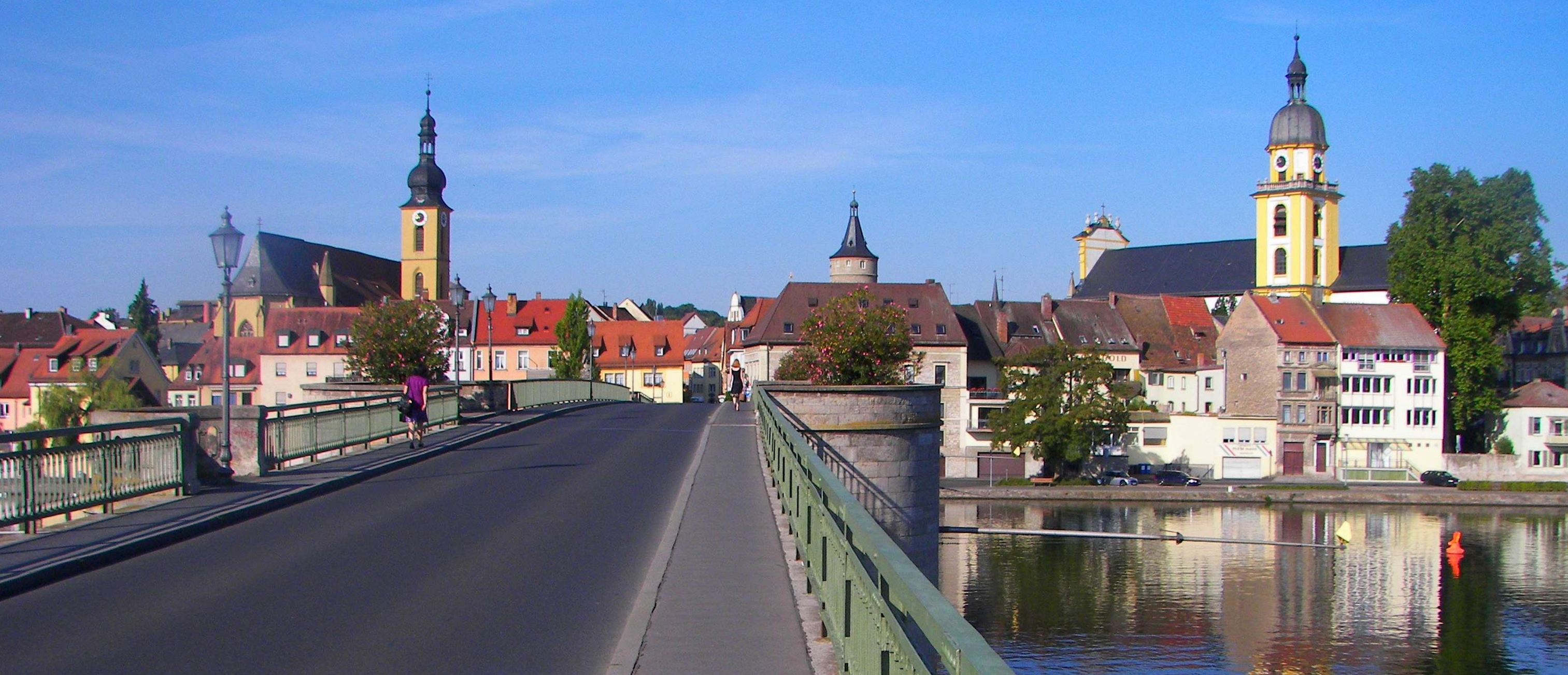
Altstadt mit Alter Mainbrücke im Vordergrund

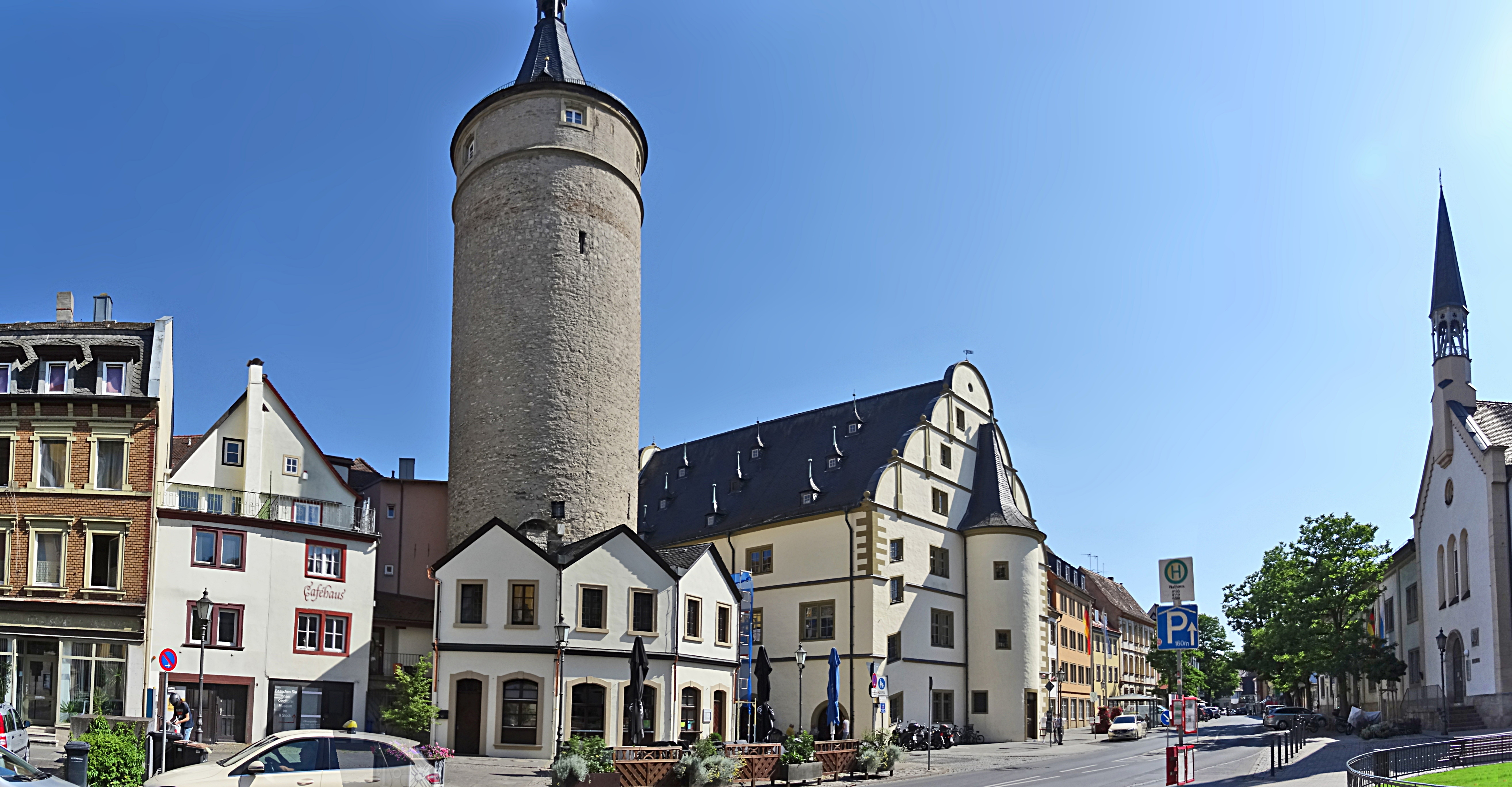
Kaiserstraße mit Marktturm und Rathaus

Kitzingen ist eine Stadt im nordbayerischen Regierungsbezirk Unterfranken und als Große Kreisstadt Sitz des Landratsamtes im gleichnamigen Landkreis. Mit 22.936 Einwohnern (Stand 31. Dezember 2024) ist sie derzeit knapp hinter Bad Kissingen die fünftgrößte Stadt in Unterfranken.
Die historische Weinhandelsstadt liegt im äußersten Westen der Metropolregion Nürnberg, im Süden der Regiopolregion Mainfranken und ist Teil der Planungsregion Würzburg (Bayerische Planungsregion 2). In Kitzingen befinden sich der Falterturm mit seinem schiefen Turmhelm, die Alte Mainbrücke und das 1966 eröffnete Deutsche Fastnachtmuseum.

## Geographie

### Geographische Lage

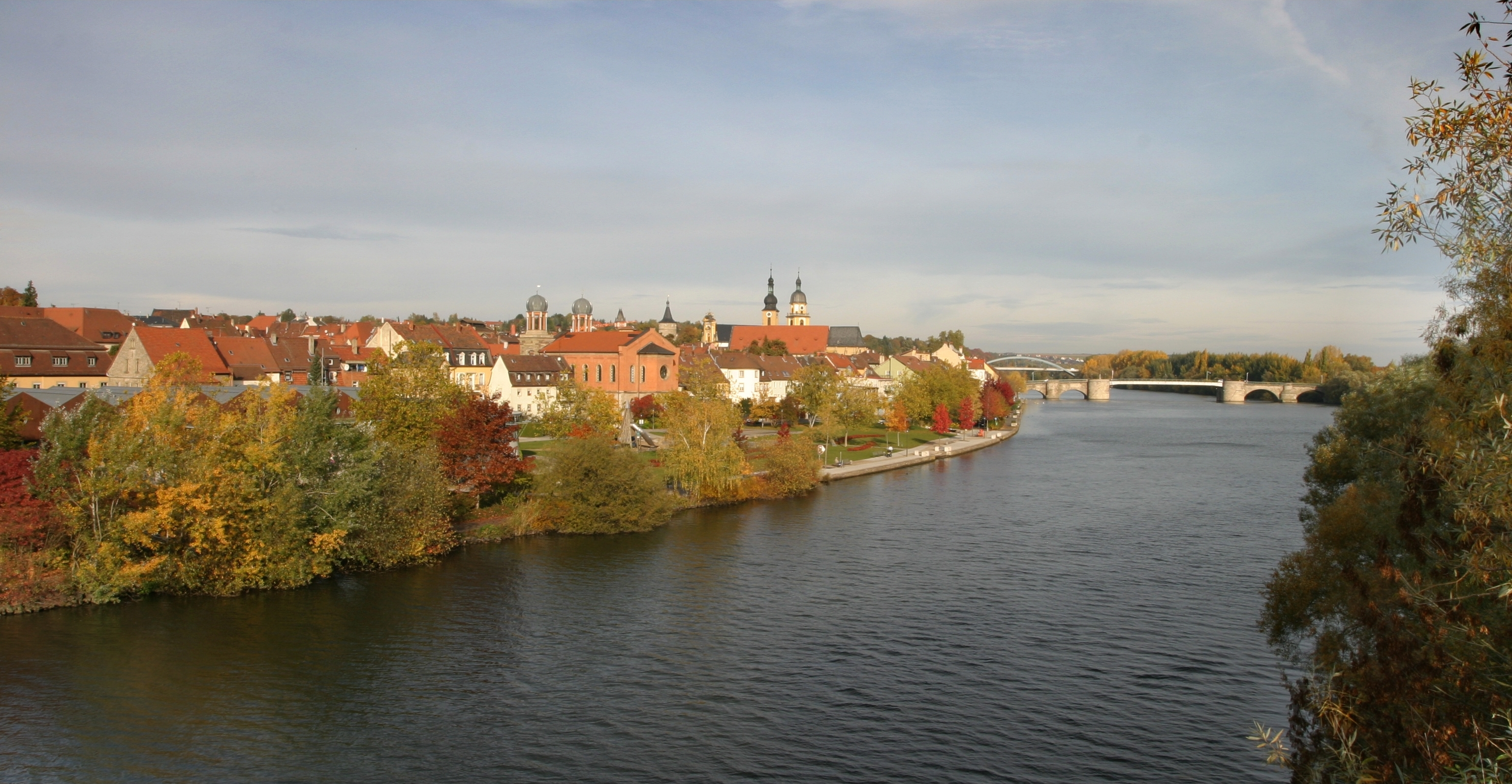
Blick auf die Altstadt am Main

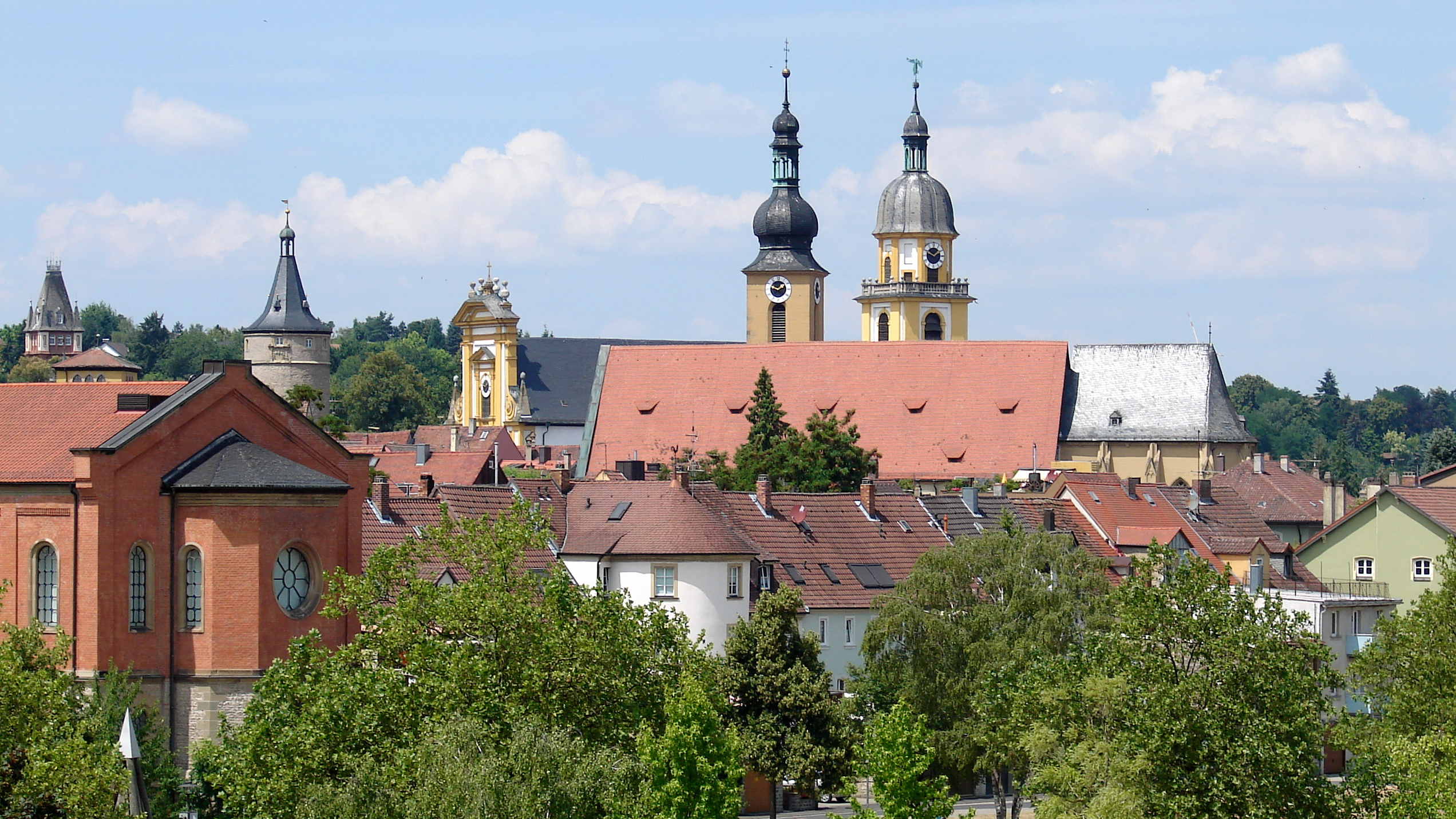
Stadtansicht von der
Konrad-Adenauer-Brücke

Kitzingen liegt im nordbayerischen Regierungsbezirk Unterfranken, an den Ufern des Mains im Maindreieck und inmitten des Weinbaugebiets Franken. In Sichtweite der Stadt im Osten beginnen die Steilstufen der Mittelgebirgslandschaft des Steigerwalds. Die bedeutende Universitäts- und Regierungsstadt Würzburg liegt nur 20 km nordwestlich und die Industriestadt Schweinfurt 34 km nördlich (jeweils Luftlinie).

### Geologie
Die Stadt liegt im fränkischen Schichtstufenland auf Muschelkalkböden.

### Ausdehnung des Stadtgebiets
Der historische Stadtkern liegt westlich des Mains, die Ortsteile Etwashausen und Siedlung sowie die meisten Industriegebiete liegen dagegen östlich. Im Norden erstreckt sich der sogenannte Klosterforst als einer der größeren Wälder im Vorland des Steigerwaldes und das Gültholz als Bürgerwald. Kitzingen ist eine Brückenstadt und hat heute vier Straßenbrücken und eine Eisenbahnbrücke über den Main, was für eine Stadt dieser Größenordnung außerordentlich selten ist und die verkehrstechnische Bedeutung der Stadt widerspiegelt. Die Brücken von Nord nach Süd: Nordbrücke, Alte Mainbrücke, Konrad-Adenauer-Brücke, Eisenbahnbrücke, Südbrücke. Die Stadt bildet gemäß bayerischem Landesentwicklungsprogramm ein Mittelzentrum für die umliegenden Gemeinden.
Das Stadtgebiet mit allen Siedlungen misst etwa fünf Kilometer von Westen nach Osten und drei Kilometer von Norden nach Süden.

### Nachbargemeinden
Nachbargemeinden sind (von Norden beginnend im Uhrzeigersinn): Schwarzach am Main, Großlangheim, Rödelsee, Mainbernheim, Marktsteft, Sulzfeld am Main, Ochsenfurt, Biebelried, Buchbrunn, Mainstockheim, Albertshofen und Dettelbach. Die gemeinsame Gemarkungsgrenze mit der Nachbargemeinde Ochsenfurt (Ortsteil Erlach), bei der das Kitzinger Stadtgebiet direkt an den Landkreis Würzburg grenzt, beträgt dabei nur wenige Meter.

### Gemeindegliederung
Es gibt zehn Gemeindeteile (in Klammern ist der Siedlungstyp angegeben):
- Eheriedermühle (Einöde)
- Eheriedermühle (Weiler)
- Etwashausen (Stadtteil)
- Hagenmühle (Einöde)
- Hoheim (Stadtteil)
- Hohenfeld (Stadtteil)
- Kitzingen (Hauptort)
- Repperndorf (Stadtteil)
- Sickershausen (Stadtteil)
- Siedlung (Stadtteil)

### Naturräumliche Lage
Die Stadt Kitzingen und ihre Stadtteile liegen in insgesamt vier verschiedenen Naturräumen. Die Kernstadt und die am Main gelegenen Orte liegen im niederschlagsarmen Kitzinger Maintal, das Teil des Mittleren Maintals ist. Die großen Waldflächen im Nordosten wachsen auf dem ausgedehnten Albertshofener Flugsandgebiet in der Kitzinger Mainebene des Steigerwaldvorlandes. Im Osten schließt die Mainbernheimer Ebene an. Alle westlichen Bereiche oberhalb des Maintals liegt dagegen auf den Hochflächen im südlichen Maindreieck.

### Klima
Kitzingen liegt in der Maingauklimazone, dem trockensten Gebiet Bayerns, das hier zusammen mit den Muschelkalkböden den Weinbau besonders begünstigt und so in der Vergangenheit auch zum Wohlstand der Stadt beigetragen hat.
Die mittlere Jahresdurchschnittstemperatur der DWD-Wetterstation Kitzingen (Stations-ID 2600) betrug für die noch gültige Klima-Referenzperiode von 1961–1990 9,2 °C, der mittlere Jahresniederschlag lag in diesem Zeitraum bei 591 mm. Nach der aktuelleren Klima-Referenzperiode 1991–2020 ist die mittlere Jahresdurchschnittstemperatur an der Kitzinger Wetterstation auf 10,3 °C angestiegen, während sich der mittlere Jahresniederschlag mit 592 mm kaum verändert hat. Allerdings haben sich die Niederschläge teilweise von den Sommermonaten in die Wintermonate verlagert. Zudem hat der Juli den Juni als niederschlagsreichsten Monat abgelöst. Im Juli fällt in Kitzingen mehr als doppelt so viel Niederschlag wie im trockensten Monat April.
Am 5. Juli 2015 und 7. August 2015 wurde an der DWD-Wetterstation Kitzingen, die sich auf 193 m ü. NN befindet, jeweils mit 40,3 °C die höchste bis dahin seit Beginn der flächendeckenden Wetteraufzeichnung im Jahr 1881 in Deutschland gemessene Temperatur erreicht. Dieser Rekordwert wurde am 24. Juli 2019 im nordrhein-westfälischen Geilenkirchen mit einer Temperatur von 40,5 °C übertroffen.
|                       | Jan  | Feb  | Mär | Apr  | Mai  | Jun  | Jul  | Aug  | Sep  | Okt  | Nov | Dez  |   |      |
| Mittl. Tagesmax. (°C) | 2,2  | 4,3  | 9,5 | 14,5 | 19,1 | 22,4 | 24,1 | 23,7 | 20,2 | 14,2 | 7,3 | 3,5  | ⌀ | 13,8 |
| Mittl. Tagesmin. (°C) | −2,8 | −2,1 | 0,5 | 4,1  | 8    | 11,3 | 13   | 12,6 | 9,5  | 5,3  | 1,6 | −1,2 | ⌀ | 5    |
|                       |      |      |     |      |      |      |      |      |      |      |     |      |   |      |
| Niederschlag (mm)     | 40   | 37   | 40  | 45   | 57   | 72   | 60   | 63   | 45   | 44   | 47  | 51   | Σ | 601  |

| −2,8 |

| −2,1 |

| 0,5 |

| 4,1 |

| 8 |

| 11,3 |

| 13 |

| 12,6 |

| 9,5 |

| 5,3 |

| 1,6 |

| −1,2 |

| −2,8 |

| −2,1 |

| 0,5 |

| 4,1 |

| 8 |

| 11,3 |

| 13 |

| 12,6 |

| 9,5 |

| 5,3 |

| 1,6 |

| −1,2 |

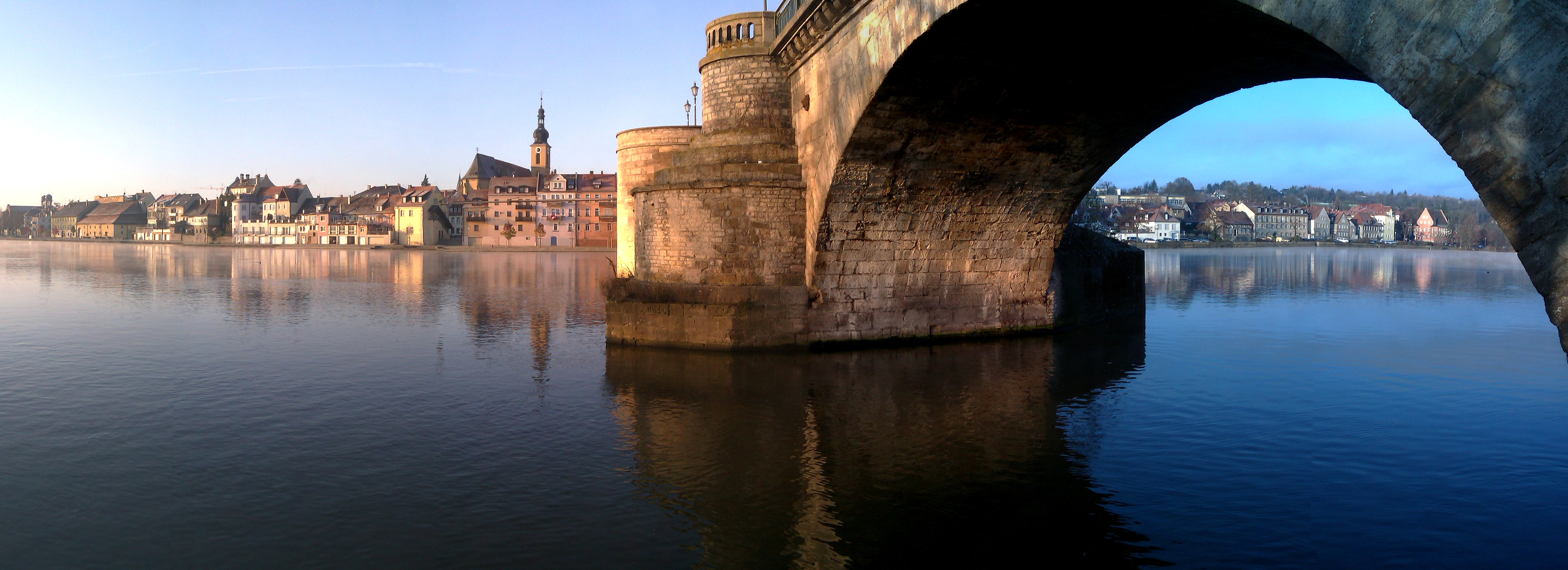
Panoramablick auf Kitzingen mit Alter Mainbrücke
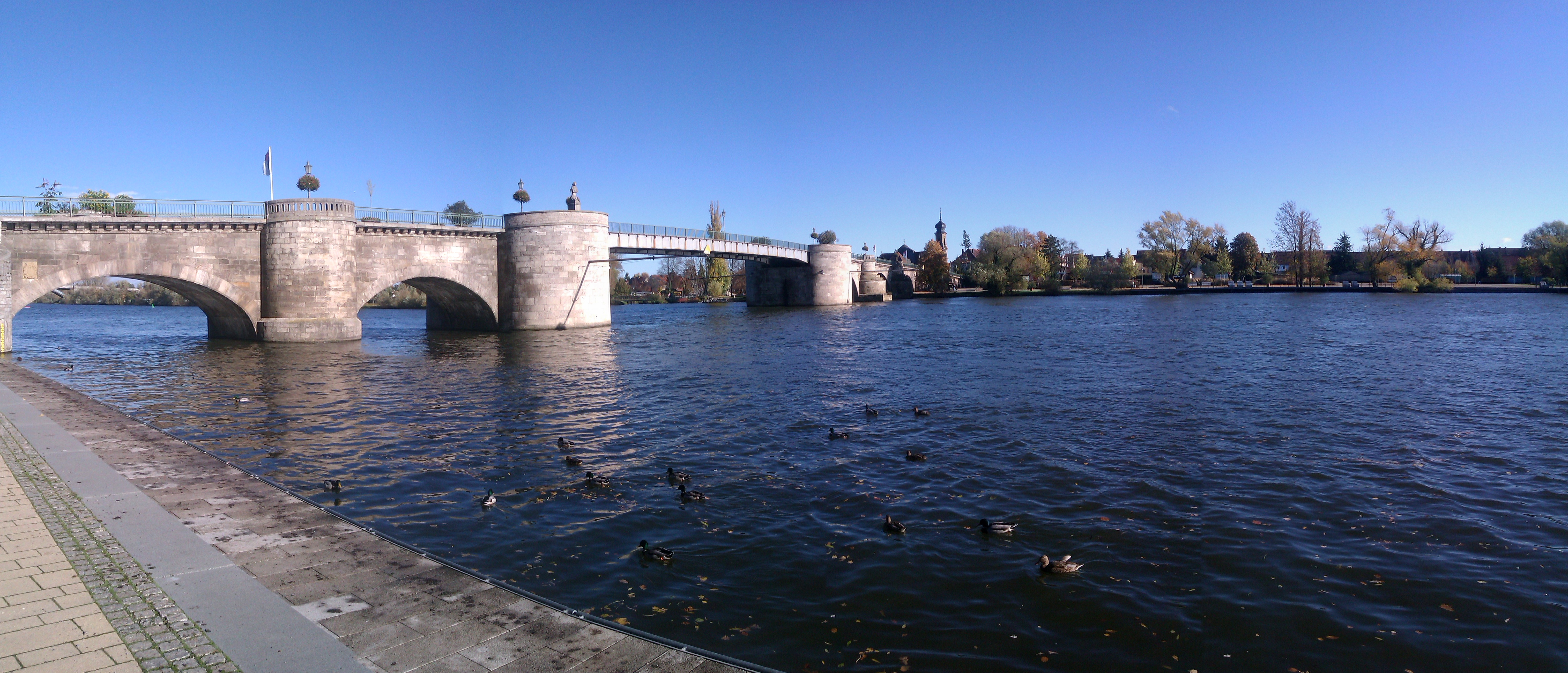
Blick auf die Etwashäuser Mainseite mit Alter Mainbrücke und Kreuzkapelle

## Geschichte

### Gründungsgeschichte und Anfänge
Die Geschichte der Stadt Kitzingen, welche zum Ipfgau gehörte, beginnt um etwa 745 mit der Gründung eines Frauenklosters durch Hadeloga (oder Adeloga oder Hadla), nach der Sage eine Tochter des fränkischen Hausmeiers Karl Martell. Als sie eines Sommertages auf der Terrasse des Schlosses ihres Bruders König Pippin III. der Jüngere (Pippin der Kurze) auf dem Schwanberg stand und in das Maintal zu ihren Füßen schaute, war sie so angetan von der Lieblichkeit der Landschaft, dass sie beschloss, ein Kloster zu gründen. Sie übergab ihren Schleier (laut anderen Quellen: ihren Handschuh) dem Wind, der ihn nach Westen ins Tal trug. Da, wo der Schleier zu Boden fiel, wollte sie das Kloster errichten. Der Schäfer Kitz fand den Schleier am westlichen Strand des Mains an einem Weinstock hängend. Dort wurde das Kloster erbaut. Zu Ehren des Schäfers wurde es Kitzingen genannt. So weit die Sage.
Als zeitlich früheste Beurkundung des Klosters Kitzingen ist in der Lebensbeschreibung des ersten Fuldaer Abtes Sturmius in der vita sturmi unter apud Kizinga monasterium das Jahr 748 angegeben, mit Hadeloga als dessen Äbtissin. Vermutlich wurde das Kloster durch den Hl. Bonifatius geweiht. Dass das Kloster einige Jahre vorher gebaut worden war, ist anzunehmen. Die Stadt Kitzingen feiert das Jahr 745 als das Gründungsjahr der Stadt und Hadeloga als Gründerin.
Allerdings stammte Hadeloga wohl nicht aus dem Königsgeschlecht der Karolinger. In keiner der Ahnentafeln der Karolinger ist ihr Name zu finden. Und 745 gab es weder Schloss noch Burg auf dem Schwanberg, von dem sie ihren Schleier hätte werfen können. Auch die in Zedlers Großem Universallexikon von 1732 angegebene (H)Adeloga oder Adelheid, Tochter Pippins III., ist als Klostergründerin auszuschließen, da Adelheid erst 746 geboren wurde. Sie war wohl eher die Nachfolgerin der ersten Äbtissin.
Heute wird angenommen, dass Hadeloga aus dem einflussreichen Adelsgeschlecht der Mattonen stammte. Dass das Kloster den Rang einer Reichsabtei hatte, unterstreicht die Bedeutung dieses Geschlechtes.

### Entwicklung der Stadt im Hoch- und Spätmittelalter

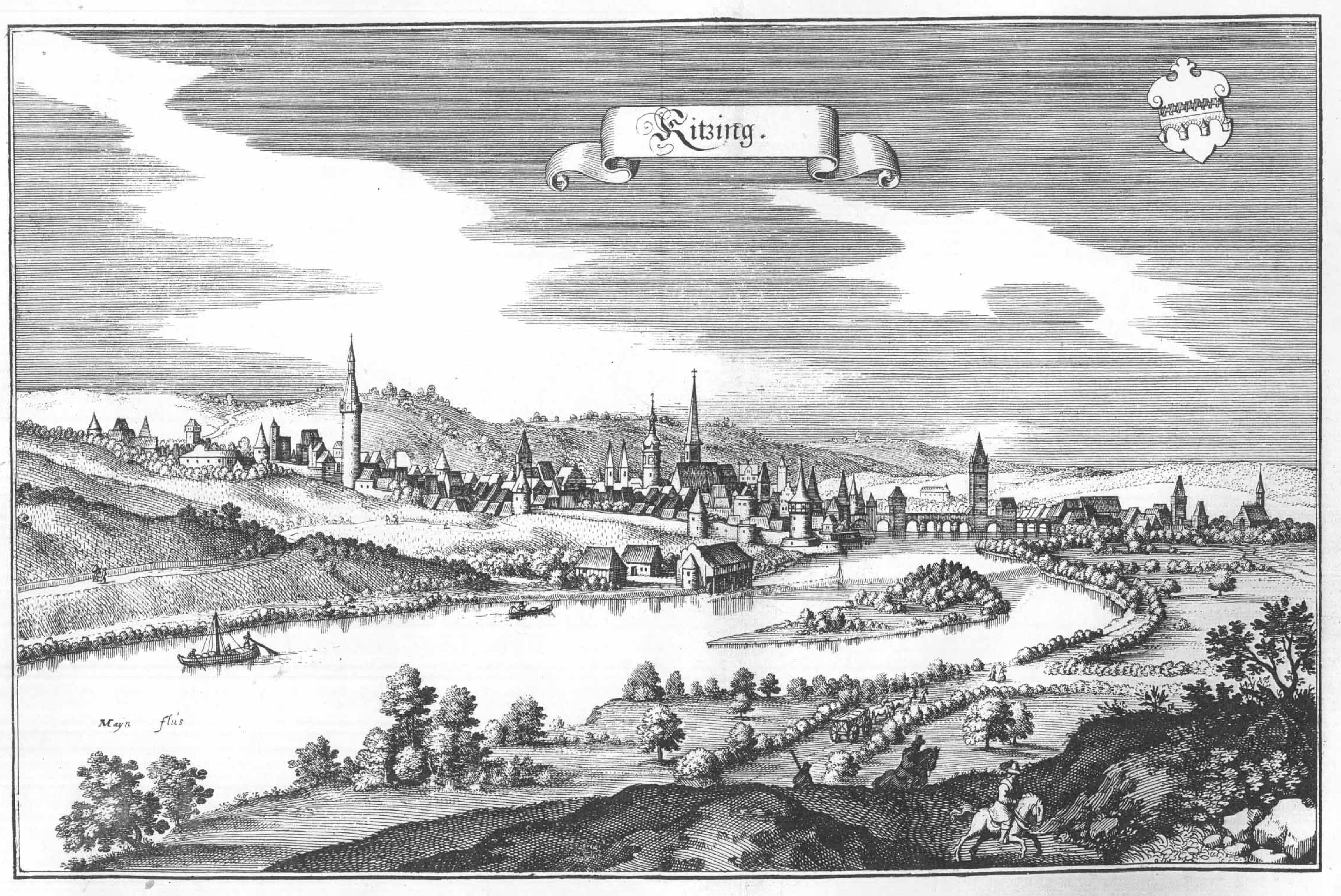
Stadtansicht von Kitzingen 1656 aus der Topographia Franconiae von Matthäus Merian

1040 wurde erstmals eine Siedlung („villa“) um das Kloster erwähnt. Vom 11. bis zum 15. Jahrhundert entwickelte sich Kitzingen nach und nach zur Stadt (das genaue Datum der Stadtrechtverleihung ist nicht bekannt) und konnte sich schrittweise von der Abhängigkeit gegenüber dem Kloster loslösen. Dabei wechselte der Ort mehrfach den Besitzer (Grafen von Hohenlohe, Hochstift Würzburg, Markgrafen von Brandenburg-Ansbach).

Am 8. August 1266, dem Festtag des Heiligen Cyriakus, fand im Süden von Kitzingen zwischen der Stadt und Sulzfeld am Main die sogenannte Cyriakus-Schlacht statt. Vorausgegangen war ein Konflikt im Würzburger Domkapitel nach dem Tod des Bischofs Iring von Reinstein-Homburg. Eine Minderheit stand dem Kandidaten Berthold von Henneberg nahe, während die Mehrheit der Domherren Poppo von Trimberg zum neuen Bischof machen wollte. Schließlich wurde der Streit kriegerisch ausgetragen.

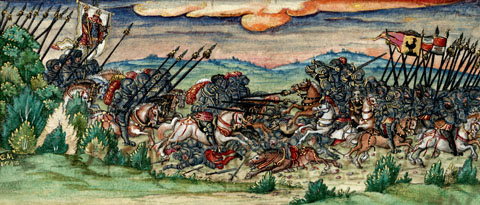
Die Cyriakusschlacht in der Fries-Chronik des 16. Jahrhunderts

Die Grafen von Henneberg und ihre Verbündeten, die Grafen zu Castell, planten am Morgen des 8. August die Überquerung des Maines bei Kitzingen, um auf die Hochfläche bei Repperndorf vorstoßen zu können. Die Stadt Kitzingen selbst war in den Händen der Herren von Hohenlohe, die aufseiten der Würzburger standen. Also setzte man weiter südlich bei Sulzfeld über. Hier erwarteten die Würzburger Bürgertruppen die Henneberger und drängten sie zurück. Die Schlacht entschied die Auseinandersetzung im Domkapitel dennoch nicht.
1280 wird Kitzingen urkundlich als „oppidum“ bezeichnet, was so viel wie Marktflecken bedeutet. 1390 erfolgte die erste Erwähnung eines mittelalterlichen Leprosoriums („Sondersiechenhaus“), das dem Heiligen Nikolaus geweiht war und noch im 19. Jahrhundert, zeitweise als eigenständiger Ortsteil, bestand. Dieses lag vor den Toren Etwashausens, etwa dort, wo sich heute die östliche Auffahrt der Konrad-Adenauer-Brücke befindet. Untertägige Reste sind als Bodendenkmal erhalten. → siehe auch: Siechenhaus (Kitzingen)
Im 13. und 14. Jahrhundert wurde die Stadt erstmals mit einem rechteckigen, turmbewehrten Mauerring umgeben, dessen auffälligstes Relikt der Marktturm ist. In diese Befestigung war auch der Bau einer steinernen Mainbrücke einbezogen, die im Jahr 1300 in einer hohenlohischen Urkunde erstmals erwähnt wurde. Im 15. Jahrhundert, als die Stadt über diese erste Befestigung hinausgewachsen war, umwallte man sie mit einer zweiten Stadtmauer mit insgesamt 30 Wehrtürmen, diesmal in Form eines gleichseitigen Dreiecks, wobei die Mainfront die Ostseite bildete. Auch die Vorstadt Etwashausen erhielt im Zuge dessen eine Ortsbefestigung. Insgesamt fünf Tore ermöglichten den Zugang zur Stadt, von denen das Faltertor (Errichtung 1469–1496) mit dem Falterturm das aufwändigste war. Innerhalb dieser Umwallung sollte die Stadt bis ins 19. Jahrhundert hinein verbleiben.
Im Jahre 1482 versammelten sich in Kitzingen die Abgesandten der fränkischen Fürsten, der Bischöfe von Würzburg und Bamberg, des Kurfürsten Albrecht Achilles von Brandenburg und der Freien Reichsstadt Nürnberg. Das Ziel war, der weit verbreiteten Weinpanscherei einen Riegel vorzuschieben. Das am 29. September des gleichen Jahres beschlossene Gesetz legte fest, was im Wein enthalten sein durfte und was nicht. Zuwiderhandlungen wurden bestraft. Wenn etwa gepanschter Wein entdeckt wurde, wurden die Fässer zerstört und eine Buße verhängt. Das Gesetz, bekannt als das Kitzinger Weingesetz von 1482 oder auch als das 1. Fränkische Weingesetz, galt seinerzeit vom Bodensee bis Sachsen und machte Kitzingen weithin bekannt.
1487 wurde die katholischen Pfarrkirche St. Johannes d. Täufer geweiht (Jahreszahl an Empore und Seiteneingang), sie unterstand zwar dem Kloster, war jedoch die Bürgerkirche der Stadt, was auch durch ihre Lage in der Nähe des Marktplatzes unterstrichen wird.

### Vom 16. bis zum frühen 20. Jahrhundert
Seit 1443 stand die Stadt unter der Herrschaft der fränkischen Hohenzollern, die seit 1515 von Kasimir, Markgraf von Brandenburg-Kulmbach, ausgeübt wurde. Auch das Kloster Kitzingen hatte Rechte in der Stadt – so erhob es unter anderem den Brückenzoll, stellte die Bau- und Marktpolizei und betrieb die Mainmühle. Viele Bürger mussten an das Kloster Abgaben für Häuser, Äcker oder Weinberge zahlen. Weiterhin verweigerte es den Bürgern den Bau eines eigenen Rathauses. Der Widerwillen gegen die Obrigkeit nahm mit der Zeit mehr und mehr zu und schlug schließlich in Hass um.
In der Hoffnung, ihre Lage verbessern zu können, schlossen sich die Bürger 1525 den aufständischen Bauern an. Mit mehreren Fähnlein und Geschützen unterstützten sie die Bauern. In der Stadt selbst wurde das Kloster verwüstet. Nach der Niederlage der fränkischen Bauern ließ Markgraf Kasimir, dessen Grausamkeiten ihm den Beinamen Bluthund eingebracht hatten, ein furchtbares Strafgericht über die Stadt ergehen. Im heutigen Leidenhof ließ er 58 Männer, die als Rädelsführer galten, blenden und aus der Stadt jagen. Diese Tat wurde schon von Zeitgenossen als Ungeheuerlichkeit empfunden und gilt als schauerlichste Bluttat des ganzen Bauernkrieges. Dazu musste die Stadt 13.000 Gulden als Strafe zahlen, damals eine erdrückend hohe Summe Geld.

Bereits 1530 wurde Kitzingen, das 1443 vom Hochstift Würzburg an das Markgrafentum Brandenburg-Ansbach für 39.100 Gulden verpfändet worden war, protestantisch, als im gesamten Markgrafentum die lutherische Konfession eingeführt wird. Damit begann für Kitzingen eine Blütezeit, besonders im Bereich der Bildung und des Schulwesens. Der berühmteste Sohn der Stadt, der 1511 in der Faltergasse (der heutigen Falterstraße) geborene spätere Reformator Paul Eber, sollte schließlich zu einer der einflussreichsten Persönlichkeiten der Reformation aufsteigen. 1544 wurde das Benediktinerinnenkloster, welches bereits 1487 von einem verheerenden Brand heimgesucht und nur notdürftig instand gesetzt worden war, von Markgraf Georg Friedrich I. aufgelöst und in ein adeliges Damenstift umgewandelt. Durch den Wegfall der klösterlichen Privilegien und die neu gewonnene Freiheit der städtischen Siedlung, war es den Kitzingern nun auch möglich, ein eigenes Rathaus zu bauen. 1561–1563 erfolgte dessen Errichtung im Stil der Renaissance.

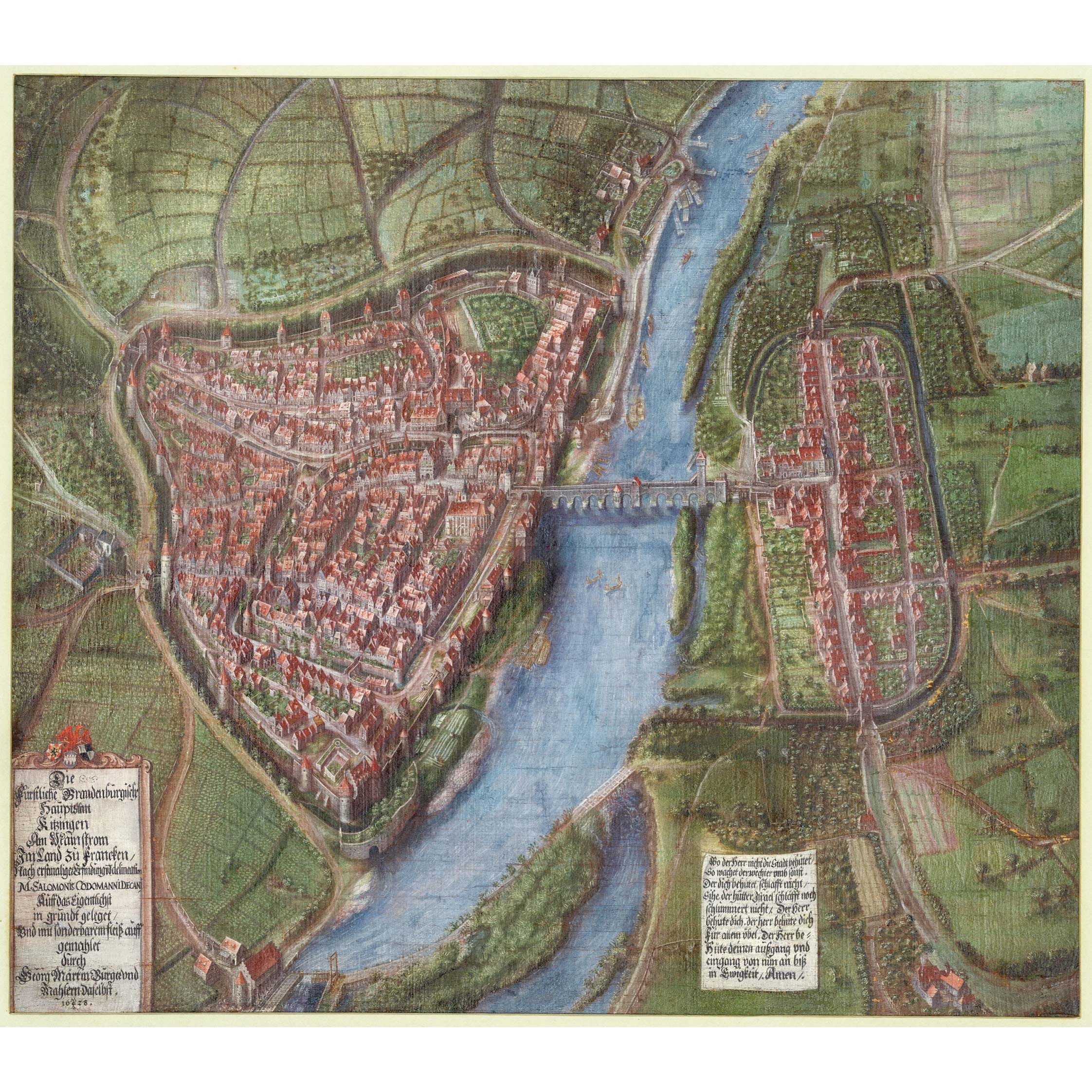
Kitzingen im Jahr 1628 – detailgetreue Stadtansicht von Georg Martin aus der Vogelperspektive. Innere und äußere Stadtmauer sind gut zu erkennen

1629 kam es zur Pfandablösung durch das Hochstift Würzburg und damit verbunden zur Rekatholisierung; das „evangelische Jahrhundert“ Kitzingens endete abrupt. 1000 Bürger sowie 20 Ratsherren der Stadt, die dem Protestantismus nicht abschwören wollten, mussten die Stadt verlassen. Während des Dreißigjährigen Krieges geriet Kitzingen unter schwedischer Besatzung zwischen 1631 und 1634 kurzzeitig wieder unter protestantische Herrschaft. König Gustav-Adolf von Schweden verbrachte sogar nachweislich eine Nacht in einem noch bestehenden Haus in der Vorstadt Etwashausen. Im Jahr 1650 wurde der Konfessionsstreit schließlich durch den Würzburger Fürstbischof Johann Philipp I. von Schönborn beendet, indem er den zurückgekehrten Kitzinger Protestanten in einem Gnadenerlass die Glaubensfreiheit gewährte. Daraufhin konnte sich bald wieder eine evangelische Gemeinde etablieren. Als Zeichen der Wiederbelebung klösterlichen Lebens in Kitzingen und als Sinnbild für die nun wieder dominierende katholische Konfession wurde von 1695 bis 1699 an der Stelle des untergegangenen und inzwischen verfallenen Benediktinerinnenklosters das Ursulinenkloster Kitzingen mit der zugehörigen Klosterkirche errichtet. Erst 1754 konnte mit der Michaelskirche in Etwashausen die erste evangelische Pfarrkirche in Kitzingen geweiht werden. Etwa zur gleichen Zeit wurde 1741–1745 die katholische Kreuzkapelle wie ihr protestantisches Gegenstück durch Balthasar Neumann erbaut. Mit dem Bau beider Kirchen in unmittelbarer Nachbarschaft wurde ein Zeichen des Ausgleichs zwischen den Konfessionen gesetzt. Während der Französischen Revolutionskriege ab 1792 und der anschließenden Napoleonischen Kriege erlebte die Stadt zahlreiche Truppendurchzüge und wurde schwer in Mitleidenschaft gezogen. So diente unter anderem die Ursulinenklosterkirche als Lazarett für französische Soldaten.
1802 gelangte Kitzingen erstmals zu Bayern und wurde nach einer kurzen zwischenzeitlichen Zugehörigkeit zum Großherzogtum Würzburg im Jahr 1814 endgültig bayerisch. Im Jahr 1817 tauschte die evangelische Gemeinde Kitzingen die Michaelskirche in Etwashausen gegen die inzwischen säkularisierte Ursulinenklosterkirche, die sich in bayerischem Staatsbesitz befand. Am 19. Oktober desselben Jahres wurde sie als neue evangelische Stadtkirche geweiht.
Ab 1865 erfolgte die Anbindung der Stadt an das Eisenbahnnetz. Der Bahnhof wurde südwestlich des Stadtkerns angelegt. Im Zuge der Eisenbahnanbindung und des vermehrten Bevölkerungswachstums zum Ende des 19. Jahrhunderts wurden insbesondere die Stadtmauern im Süden und Westen geschleift und ein neuer Stadtteil entstand in Richtung Mühlberg. Dieses Gründerzeitviertel ist noch heute in Teilen von typischen Häusern dieser Zeit geprägt, auch wenn es hier im Zweiten Weltkrieg zu einigen Zerstörungen kam. 1894 wurde das Progymnasium, der Vorgänger des heutigen Armin-Knab-Gymnasiums, eröffnet. Bereits 1871 war eine Gewerbeschule eingerichtet worden, die 1877 in eine Realschule umgewandelt wurde. Nachdem die Stadt inzwischen auch über eine stark angewachsene jüdische Gemeinde verfügte (darunter auch viele Weinhändler, welche die Bedeutung Kitzingens als Weinhandelsstadt forcierten), wurde von 1882 bis 1883 eine neue, repräsentative Synagoge (das heutige Kulturzentrum Alte Synagoge) im für jüdische Gotteshäuser dieser Zeit typischen neo-maurischen Stil erbaut.
1902 ging das erste städtische Krankenhaus in Betrieb. Als Anfang des 20. Jahrhunderts eine Sole-Quelle entdeckt worden war, wuchsen Pläne, aus Kitzingen eine Kurstadt zu machen. Im Zuge dieser Überlegungen entstand das Prinzregent-Luitpold-Bad im Jugendstil, das heute die Stadtbücherei beherbergt. Der Beginn des Ersten Weltkrieges machte diese Pläne schließlich zunichte.

### Erster Weltkrieg und Zwischenkriegszeit

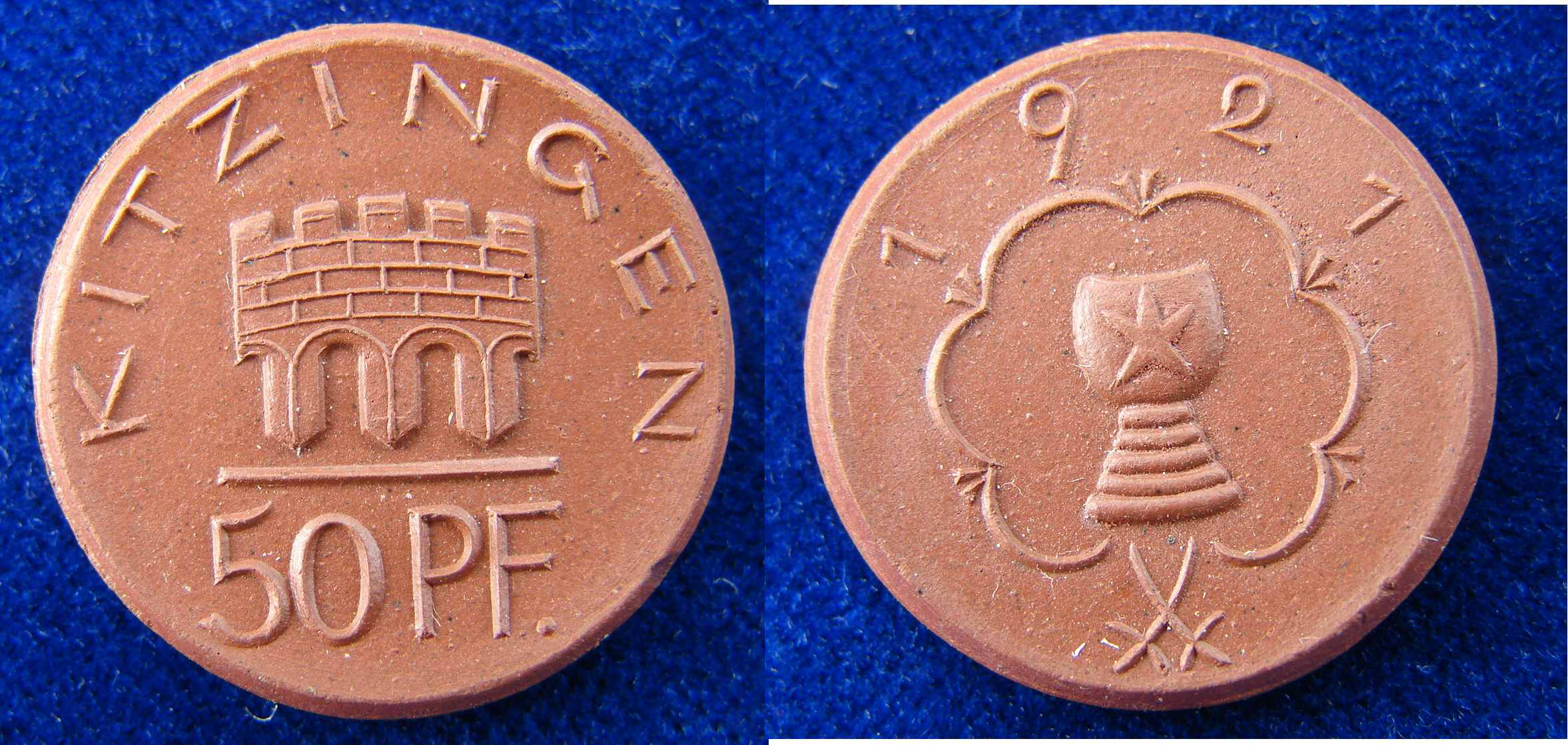
Weinglas auf dem Kitzinger Porzellannotgeld von 1921

1917 wurde mit dem Flugplatz Kitzingen einer der ältesten Flugplätze in Bayern in Betrieb genommen. In den wirtschaftlich schwierigen Jahren der Nachkriegszeit und der frühen Weimarer Republik gab die Stadt ein eigenes Notgeld heraus, dessen Münzen aufgrund des Materialmangels aus Porzellan bestanden. Ab 1924 entstand auf der Etwashäuser Mainseite entlang der Reichsstraße 8 der neue Stadtteil Siedlung in Formen, die der Gartenstadt- und Heimatschutzbewegung entlehnt sind. 1936 wurde Kitzingen zur Garnisonstadt. Zwei Jahre später wurde mit der Neuen Mainbrücke (seit 1968 Konrad-Adenauer-Brücke) eine dritte Mainbrücke und die zweite Straßenbrücke eröffnet. Die Stadt zählte in dieser Zeit bereits 14.460 Einwohner.

### Nationalsozialismus und Zweiter Weltkrieg

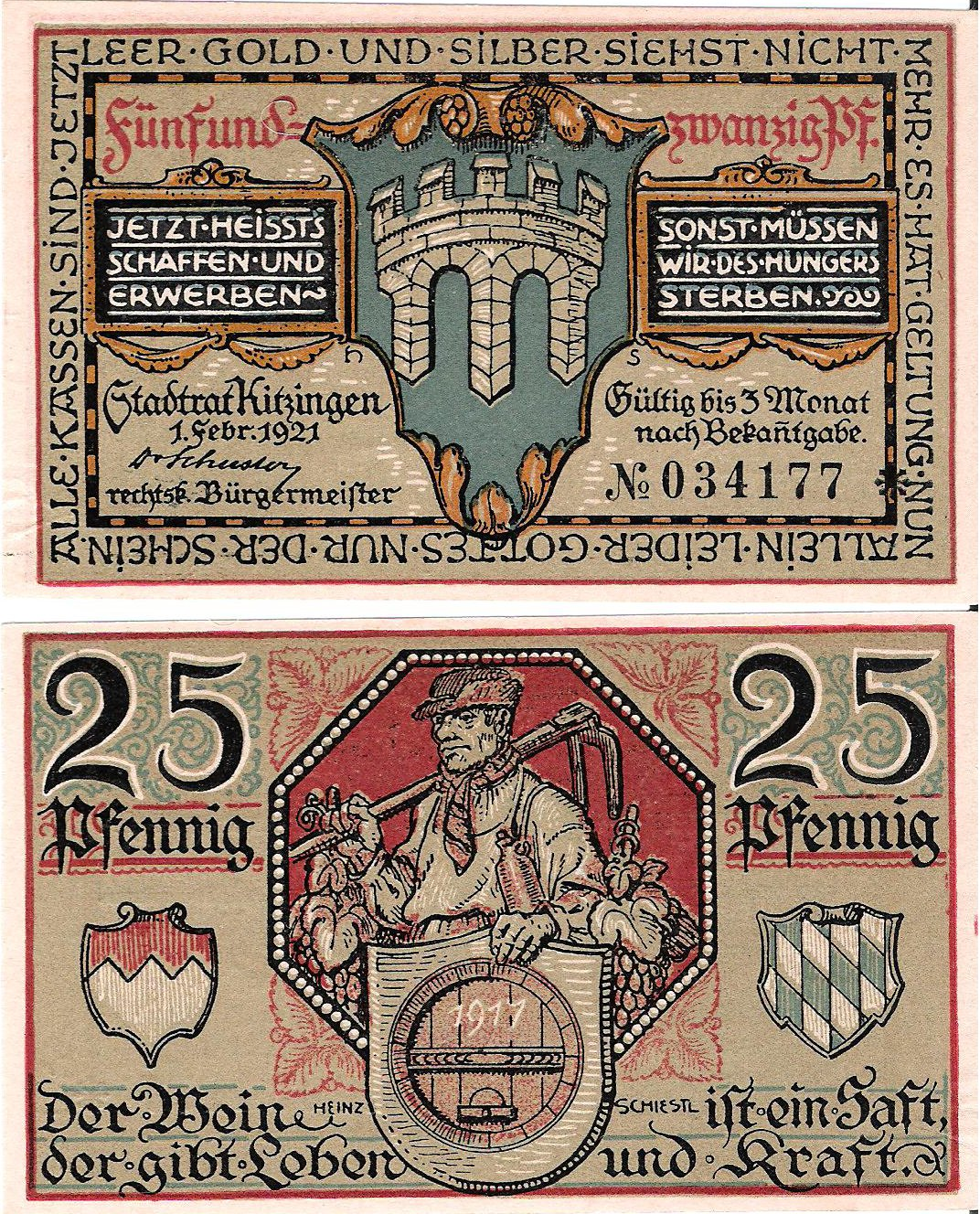
25 Pfennig Notgeld aus dem Jahre 1921 gestaltet von Heinz Schiestl

Die Kitzinger Juden hatten bereits seit der Machtübernahme durch die NSDAP 1933 mit wachsenden Repressalien zu kämpfen. Während der Novemberpogrome 1938 wurde die Synagoge zerstört, 1993 wieder aufgebaut und dient seither als Kulturort. 1942 wurden insgesamt 76 Kitzinger Juden verschleppt, die meisten kamen nach Izbica im heutigen Polen, ein Durchgangslager für den Weitertransport in die Vernichtungslager Belzec und Sobibor. Durch den Holocaust wurde letztlich die gesamte jüdische Gemeinde Kitzingens ausgelöscht.
1942 wurde auf dem Militärflugplatz eine Stuka-Schule eingerichtet. Bis zum Frühjahr 1945 hatte die Stadt noch keine Zerstörungen erlitten. Am 23. Februar 1945, einem sonnigen Wintertag, näherte sich um die Mittagszeit von Osten her ein Verband viermotoriger Bomber der USAAF der Stadt und begann aus einer Höhe von etwa 2500 bis 3000 Metern Kitzingen zu bombardieren. Dem ersten Verband folgten nach etwa einer halben Stunde ein zweiter, insgesamt etwa 180 Flugzeuge. Es wurden schätzungsweise 2500 schwere Sprengbomben abgeworfen. Der Angriff erfolgte im Rahmen der Operation Clarion, einer Serie von Luftangriffen auf süddeutsche Fernstraßen- und Bahnverbindungen, mit dem angegebenen Ziel, die Verlegung von Truppen innerhalb Süddeutschlands zu stören oder zu unterbinden. In Kitzingen überquerten die Reichsstraße 8 (heute Bundesstraße 8) und die Bahnstrecke Fürth–Würzburg den Main.

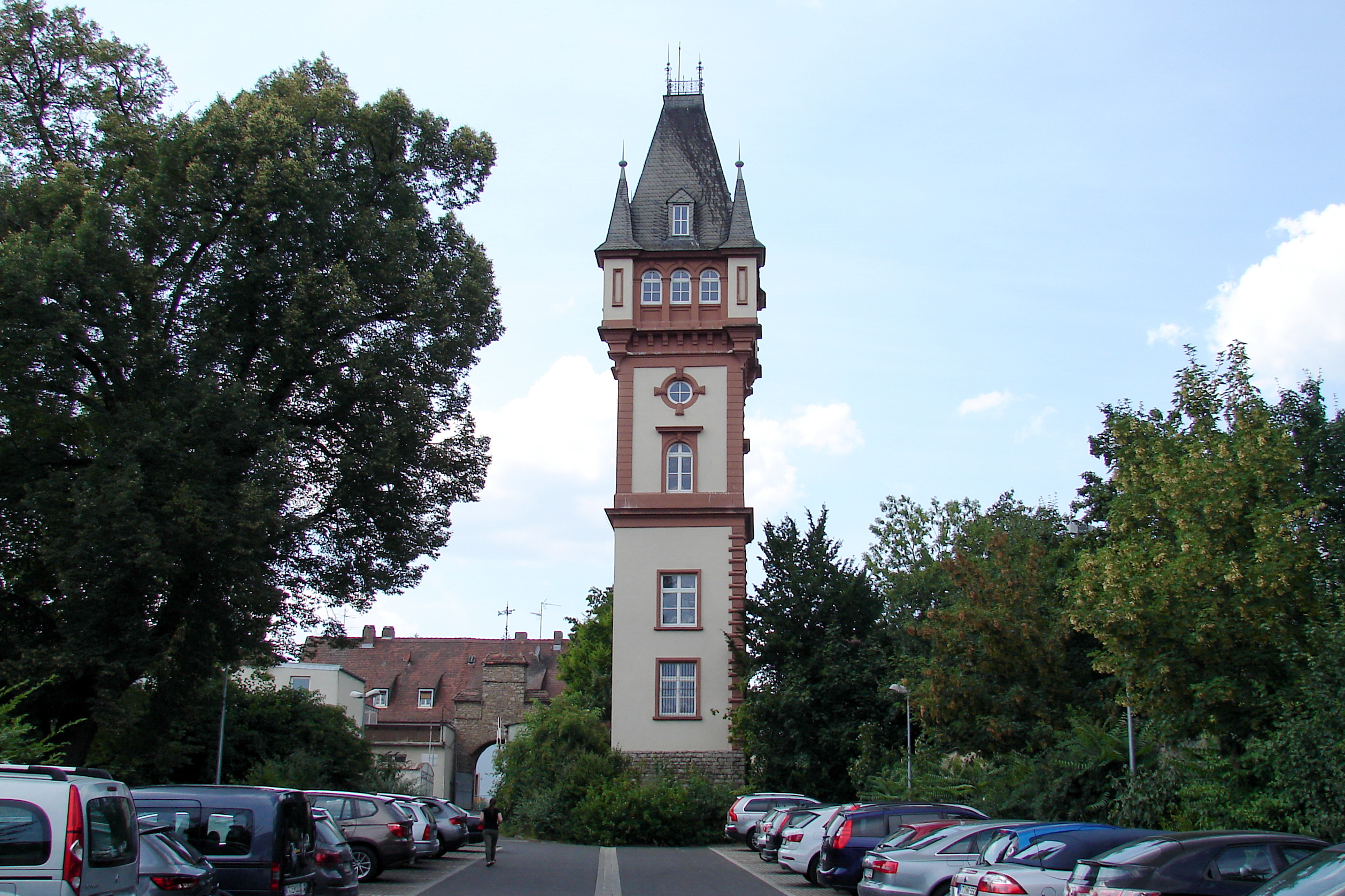
Der neugotische Deusterturm – einziger verbliebener Rest von Schloss Friedenstein, das beim Bombenangriff am 23. Februar 1945 zerstört wurde

Eine Zerstörung der Brücken und des Bahnhofsgeländes war das angegebene Ziel. Doch keine der vier Mainbrücken wurde getroffen und die Schäden auf dem Bahnhofsgelände waren nicht so schwer, als dass nach einigen Tagen der Fernverkehr nicht wieder rollen konnte. Dagegen wurden die Innenstadt und Gebäude in Bahnhofsnähe schwer getroffen. 809 Wohngebäude mit zusammen 2020 Wohnungen wurden zerstört, davon 206 Gebäude mit 520 Wohnungen total, dazu 30 öffentliche Gebäude, drei Industrieanlagen und 60 Nebengebäude. Schwere Schäden gab es vor allem in folgenden Straßenzügen: Alte Poststraße, Falterstraße, Friedenstraße, Friedrich-Ebert-Straße, Güterhallstraße, Herrnstraße, Innere Sulzfelder Straße, Krainberg, Neuer Weg, Ritterstraße (Schwalbenhof), Untere Bachgasse und Würzburger Straße. Unter anderem wurde die Oberschule für Jungen im heutigen Rosengarten dem Erdboden gleichgemacht; sie diente zu dieser Zeit als Lazarett. Das im historisierenden Stil errichtete Schloss Friedenstein, das der Familie von Deuster gehörte, wurde fast völlig zerstört. Erhalten geblieben ist nur der Aussichtsturm, auch Deusterturm genannt, im ehemaligen Schlosspark. Darüber hinaus wurden die evangelische Stadtkirche sowie die benachbarte Kirche des Pfründnerspitals schwer beschädigt. Ansonsten war besonders der Verlust einiger historischer Bürgerhäuser wie der zuvor als Postkartenmotiv beliebten Fachwerkzeile in der Falterstraße zu beklagen. Mehr als 700 Personen fielen dem Angriff zum Opfer, darunter alle Kinder und Betreuer eines Kindergartens. In der 4. Oberschulklasse wurden zwei Drittel der etwa 48 Jungen, die an diesem Tag Unterricht hatten, getötet. Die am Westrand der Stadt gelegene Kaserne der Luftwaffe und der östlich der Stadt gelegene Flugplatz Kitzingen wurden nicht bombardiert.
Etwa vier Wochen später wurde am 22. März der Flugplatz angegriffen. Acht Bomberverbände mit insgesamt 168 Maschinen flogen von Süden an. Durch die östliche Lage des Flugplatzes entstanden keine Schäden in Kitzingen. Die Bomben zerstörten das Rollfeld, nur wenige Gebäude wurden beschädigt. Von den auf dem Flugplatz stationierten Nachtjägern Bf 110 und den neuen Düsenjägern Me 262 wurden nur wenige getroffen. Kurz vor dem Einmarsch amerikanischer Truppen wurden von Wehrmachtssoldaten die vier Mainbrücken, die bis dahin unbeschädigt geblieben waren, teilweise gesprengt. Zu Kriegsende betrug der Zerstörungsgrad der Stadt 35 %.
US-amerikanische Soldaten besetzten die Stadt schließlich am 6. April, ohne nennenswerten Widerstand. Sie bezogen unmittelbar darauf beide Kasernen der deutschen Wehrmacht, womit für Kitzingen eine mehr als sechs Jahrzehnte andauernde Zeit als US-amerikanische Garnisonstadt beginnen sollte. Die US-Amerikaner übernahmen auch das Flugplatzgelände.

### Nachkriegszeit bis Jahrtausendwende
Die Nachkriegszeit war in Kitzingen geprägt vom Wiederaufbau der Stadt, meist im Stil der Zeit. Lediglich die architektonisch bedeutenden Gebäude wie die Evangelische Stadtkirche wurden nach den alten Plänen wiederaufgebaut. Das Bild der historischen Altstadt bildet daher heute eine Mischung aus historischer Bausubstanz im Wechsel mit Nachkriegsarchitektur, wobei letztgenannte vor allem im Westen der Altstadt flächig, ansonsten inselartig vorkommt. Aufgrund des Zustroms zahlreicher Heimatvertriebener aus den ehemaligen deutschen Ostgebieten, der die Wohnungsnot in der Stadt zusätzlich verschärfte, setzte im Stadtteil Siedlung südöstlich des historischen Zentrums eine rege Bautätigkeit ein. Auch die Straßennamen dieses Stadtteils weisen auf die Herkunft eines Großteils seiner Bewohner hin.
Im Jahr 1955 erfolgte der Bau des Schwimmbads auf der Mondseeinsel im Main. Im Zuge der Mainregulierung und des Baus der Kitzinger Staustufe, die seitdem den Main im gesamten Stadtgebiet aufstaut, wurden zwischen 1957 und 1958 ein Hafengelände angelegt. Dabei wurden auch drei Bögen der historischen Alten Mainbrücke der Schifffahrt geopfert, da sie für Durchfahrten zu eng gewesen wären. An ihrer Stelle wurde ein einfacher Stahlträger mit erheblich vergrößerter Stützweite eingefügt.
1962 wurde das neue Schulzentrum am Mühlberg mit dem Armin-Knab-Gymnasium eingeweiht. 1972 verlor Kitzingen im Zuge der bayerischen Gebietsreform die Kreisfreiheit, erhielt aber gleichzeitig den Status Große Kreisstadt im erheblich vergrößerten Landkreis Kitzingen.
1983 wurde eine neue Fußgängerzone im Bereich der Marktstraße und des Marktplatzes eingerichtet. Im Jahr darauf wurden Städtepartnerschaften mit der italienischen Stadt Montevarchi und der südfranzösischen Stadt Prades geschlossen und im selben Jahr erfolgte die Eröffnung des neuen Kreiskrankenhauses (heute Klinik Kitzinger Land). In der Silvesternacht 1984/85 geriet das Dach des Rathauses durch eine Feuerwerksrakete in Brand, die Feuerwehren aus Kitzingen und der Umgebung konnten jedoch größere Schäden verhindern. 1986 wurde damit begonnen, die Stadt mit einem Ring von Tangenten zu umgeben, um den Verkehr durch die Innenstadt zu verringern. Es handelte sich um das größte infrastrukturelle Großprojekt der Stadt im 20. Jahrhundert. Die Westtangente wurde 1988 fertiggestellt, die Südtangente mit der neuen Südbrücke (der zu dieser Zeit vierten Mainbrücke) 1989. Als Osttangente fungiert die 1993 fertiggestellte Ortsumgehung von Etwashausen, die Nordtangente, für die eine fünfte Mainbrücke gebaut werden musste, wurde erst wesentlich später vollendet.

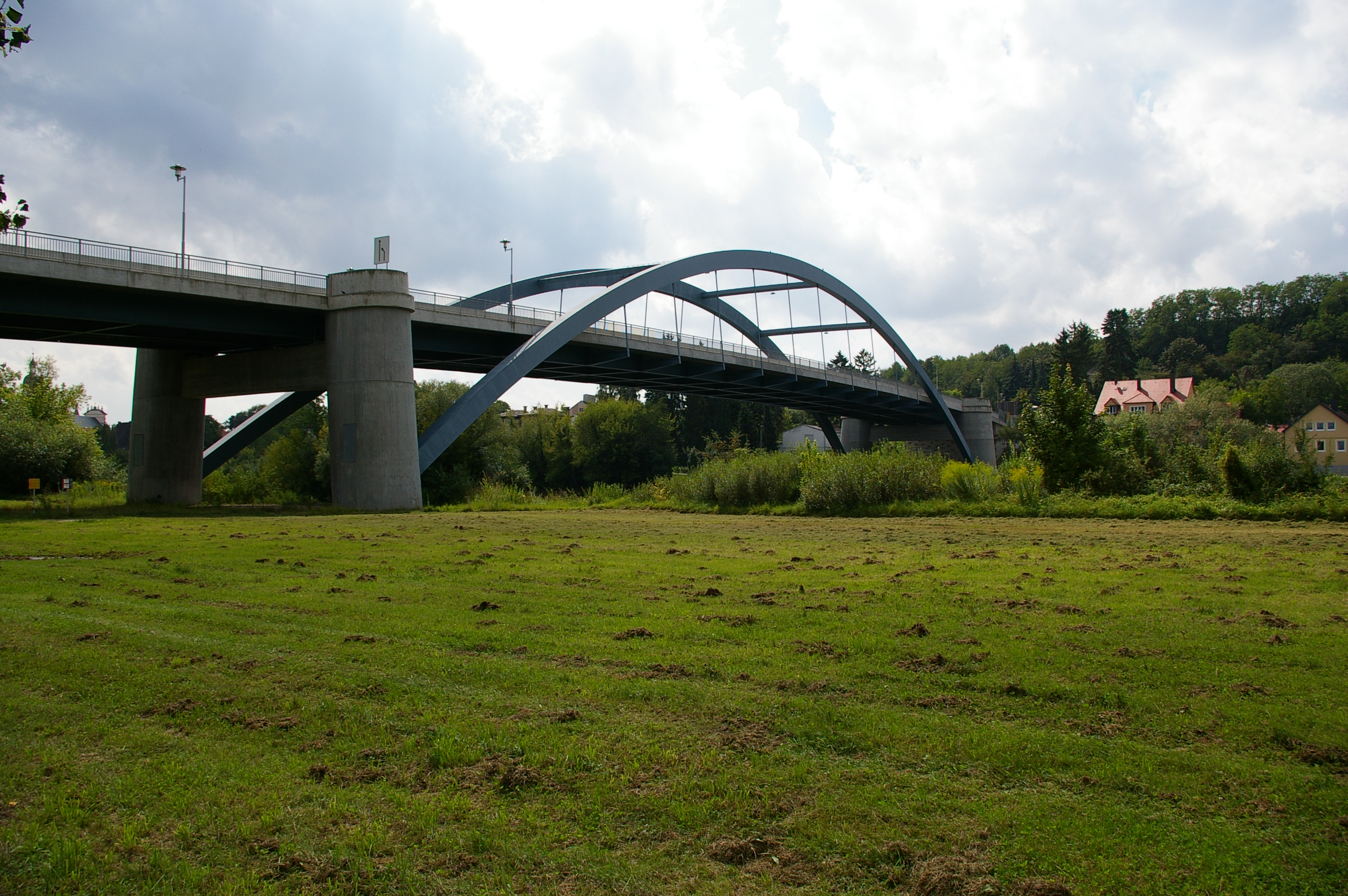
Die im Jahr 2000 fertiggestellte Nordbrücke

1995 beging die Stadt ihr 1250-jähriges Bestehen, ein Jahr später wurde die 500-jährige Fertigstellung des Falterturms gefeiert. Im Jahr 2000 wurde mit der Fertigstellung der Nordbrücke, die an der Stelle der im Zweiten Weltkrieg zerstörten Gerolzhöfer Eisenbahnbrücke steht, ein letztes, noch fehlendes Teilstück des Tangentenrings geschlossen.

### Seit Beginn des 21. Jahrhunderts
Das neue Jahrtausend brachte für Kitzingen mit dem Abzug der US-amerikanischen Streitkräfte 2006 eine schwere Zäsur. In den folgenden Jahren musste die schwere Aufgabe der Konversion der freigewordenen Flächen – immerhin eines Drittels der Stadtfläche – bewältigt werden. Ein wichtiger Schritt in Richtung Neuausrichtung der Stadt erfolgte mit der Austragung der 2011 Bayerischen Regionalgartenschau Natur in Kitzingen – Gartenstadt am Fluss vom 27. Mai bis 21. August 2011. Aufgrund der durch die Gartenschau initiierten Verschönerungs- und Begrünungsmaßnahmen überzeugte Kitzingen 2013 die Preisrichter des deutschen Bundeswettbewerb Entente Florale Deutschland und gewann die Goldmedaille. Im Jahr darauf durfte Kitzingen Deutschland gemeinsam mit dem Dorf Sommerach auf europäischer Ebene beim Wettbewerb Entente Florale Europe vertreten – beide fränkischen Weinorte erhielten dabei eine Goldmedaille. Im Juli 2015 wurde an der nebenamtlichen Wetterstation der Stadt mit 40,3 °C der bisherige deutschen Hitzerekord übertroffen. Im August wurde dieselbe Tageshöchsttemperatur noch einmal erreicht. Dieser Rekord bestand offiziell bis zum 24. Juli 2019, als im nordrhein-westfälischen Geilenkirchen die neue Höchstmarke von 40,5 °C aufgestellt wurde.
2017 fand in Kitzingen der 12. Tag der Franken statt, verbunden mit den Unterfränkischen Kulturtagen unter dem gemeinsamen Motto Kultur-Brücken.

### Ortsname
Der Ortsname Kitzingen verweist in die Vergangenheit der Stadt und spielt auf ihre Geschichte an. In der Gründungssage des Klosters Kitzingen ist von einem Schäfer Kitz oder Chiez die Rede, der den verlorenen Handschuh bzw. Schleier der Hadeloga fing. Dieser Name verweist auf das mainfränkisch-thüringische Geschlecht der Hedenen, das während der Merowinger- und Karolingerzeit das fränkische Stammesherzogtum innehatte. Das Grundwort Kitz- aus dem Ortsnamen geht tatsächlich wohl eher auf einen slawischen Herzog Chedin zurück. Ähnliche Hinweise auf die Hedenen geben auch die Orte Hettstadt und Heidingsfeld.
In Früh- und Hochmittelalter erfuhr der Name häufige Veränderungen. So sprach man in der Urkunde des 8. Jahrhunderts noch von Chizzinga oder Kizzinga. Im Jahr 1007 wurde der Ort Kitzingun genannt, 1024 ist Chiz(z)inga und 1040 Chicingin nachweisbar. Die lautliche Entwicklung von Ch- bzw. H-Lauten, wie in Chizzinga, zu K-Lauten wie im heutigen Kitzingen ist wohl auf die im Umland der heutigen Stadt siedelnden Mainwenden zurückzuführen. In Folge der zweiten Lautverschiebung wurde Chedin zu Kizin eingedeutscht.
Das Suffix -ingen ist in der Region entlang des Maindreiecks eher selten zu finden. Stattdessen taucht diese Endung oftmals im schwäbisch-alemannischen Sprachraum auf. Die ältere Literatur geht davon aus, dass Kitzingen aus einer alemannischen Siedlung hervorging. Die neuere Forschung macht deutlich, dass diese Endung mit Kissingen auch im näheren Umfeld der Stadt zu finden ist.

### Wüstungen und Eingemeindungen
Auf der heutigen Gemarkung von Kitzingen lag das Dorf Schmalfeld, es wurde im 16. Jahrhundert aufgegeben. Am 1. Oktober 1973 wurde die bis dahin selbständige Gemeinde Hoheim eingegliedert. Am 1. Januar 1975 kam Sickershausen hinzu. Repperndorf folgte am 1. Januar 1978, Hohenfeld am 1. Mai 1978.

### Einwohnerentwicklung
Im Zeitraum 1988 bis 2018 stieg die Einwohnerzahl von 19.085 auf 21.704 um 2619 Einwohner bzw. um 13,7 %.
Quelle: BayLfStat

Einwohnerentwicklung von Kitzingen von 1802 bis 2017 nach nebenstehender Tabellen. Rot: Stadt Kitzingen ohne die Stadtteile

Stadt Kitzingen mit den heutigen Stadtteilen
| Jahr | Einwohner |
| ---- | --------- |
| 1802 | 03.696    |
| 1840 | 06957     |
| 1871 | 07693     |
| 1900 | 10.092    |
| 1925 | 11.904    |
| 1939 | 16.034    |
| 1950 | 18.830    |
| 1961 | 20.025    |
| 1970 | 20.470    |
| 1987 | 18.999    |
| 2005 | 21.035    |
| 2006 | 20.860    |

| Jahr | Einwohner |
| ---- | --------- |
| 2007 | 20.968    |
| 2008 | 20.836    |
| 2009 | 20.845    |
| 2010 | 20.705    |
| 2011 | 20.237    |
| 2012 | 20.405    |
| 2013 | 20.449    |
| 2014 | 20.474    |
| 2015 | 20.756    |
| 2016 | 20.892    |
| 2017 | 21.346    |
| 2019 | 21.940    |

Stadt Kitzingen ohne die Stadtteile
- 1938: 14.460 Einwohner
- 1961: 17.784 Einwohner[20]
- 1970: 17.880 Einwohner[20]

## Religionen

### Christentum
Kitzingen unterstand im Mittelalter zunächst dem Benediktinerinnenkloster und gehörte kirchenrechtlich wechselweise zum Bistum Bamberg und zum Bistum Würzburg, welches die gesamte Stadt 1443 an Brandenburg-Ansbach verpfändete. Die lutherische Konfession wurde durch das Wirken einflussreicher Persönlichkeiten wie Friedrich Bernbeck und Paul Eber bereits 1530 angenommen und Kitzingen entwickelte sich frühzeitig zu einem Zentrum der Reformation. Dabei erlebte die Stadt eine Blüte im Bereich des Bildungswesens. Mit der Pfandablösung Kitzingens im Jahr 1629 durch das Hochstift Würzburg endete das „evangelische“ Jahrhundert Kitzingens und es kam zur Gegenreformation, die vor allem in der Neugründung von Klöstern wie dem Ursulinenstift oder dem Kapuzinerkloster ihren Ausdruck fand. Mit dem Gnadenvertrag des Würzburger Fürstbischofs Johann Philipp von Schönborn wurde auch der protestantischen Konfession wieder die freie Religionsausübung gestattet und es entwickelte sich bald wieder eine bedeutende protestantische Gemeinde. Noch heute hat die daraus resultierende konfessionelle Zweiteilung Kitzingens weitgehend Bestand. Im Jahr 2011 bekannten sich 41,1 % der Stadtbevölkerung zum evangelisch-lutherischen Glauben und 35,4 % zum römisch-katholischen.

#### Römisch-katholische Kirche
Kitzingen gehört heute auf katholischer Seite zum Dekanat Kitzingen des Bistums Würzburg. Im Stadtgebiet existieren folgende Pfarrgemeinden, die sich seit der Strukturreform der Diözese mit weiteren Pfarreien im Umland zur Pfarreiengemeinschaft „St. Hedwig im Kitzinger Land“ zusammengeschlossen haben:
- Pfarrei St. Johannes der Täufer (Kernstadt und Etwashausen) mit Filiale St. Laurentius (Repperndorf)
- Pfarrei St. Vinzenz von Paul (Siedlung)
- Pfarrei St. Georg (Hoheim)

#### Evangelisch-lutherische Kirche
Die evangelischen Christen Kitzingens sind im Evangelisch-Lutherischen Dekanat Kitzingen der Evangelischen-Lutherischen Kirche in Bayern organisiert. Es gibt folgende Pfarr- bzw. Kirchengemeinden im Stadtgebiet:
- Kitzingen, Stadtkirche (Kernstadt) mit Bergkirche St. Margarete (Hohenfeld)
- Kitzingen, Friedenskirche (Siedlung)
- Hohenfeld, evangelische Pfarrkirche
- Repperndorf, St. Laurentius
- Sickershausen, St. Johannes

#### Weitere christliche Gemeinschaften
Darüber hinaus gibt es in Kitzingen noch folgende christliche Gemeinden: die Landeskirchliche Gemeinschaft Kitzingen, die Freie evangelische Gemeinde Kitzingen, eine neuapostolische Kirche sowie einen Königreichssaal der Zeugen Jehovas.

### Judentum
Bis zur NS-Zeit bestand in Kitzingen eine bedeutende jüdische Gemeinde. Die für eine Stadt dieser Größenordnung ungewöhnlich repräsentative Synagoge legt heute noch Zeugnis ab für die jüdische Geschichte der Stadt. Während des Holocaust wurde die jüdische Kultusgemeinde Kitzingen nahezu ausgelöscht, heute gibt es in der wieder hergestellten Synagoge zwar noch einen kleinen jüdischen Gebetsraum, aber keine eigene Gemeinde mehr.

### Islam
Den muslimischen Bürgerinnen und Bürgern steht in Kitzingen-Etwashausen eine Moschee zur Verfügung:
- Verein Neue Moschee für Kitzingen e. V.

## Politik

### Bürgermeister

#### Aktuelle Bürgermeister
| Position           | Name            | Partei                 |
| ------------------ | --------------- | ---------------------- |
| Oberbürgermeister  | Stefan Güntner  | CSU                    |
| 1. Bürgermeisterin | Astrid Glos     | Parteilos, ehemals SPD |
| 2. Bürgermeister   | Manfred Freitag | FW-FBW                 |

#### Ehemalige Bürgermeister
- Konrad Döppert (CSU, 1946–1948)
- Richard Wildhagen (1948–1952)
- Siegfried Wilke (1952–1958)
- Oskar Klemmert (1958–1967)
- Rudolf Schardt (SPD, 1967–1991)
- Erwin Rumpel (CSU, 1991–1997)
- Bernd Moser (SPD, 1997–2008)
- Siegfried Müller (UsW, 2008–2020)
- Stefan Güntner (CSU, seit 1. Mai 2020)

### Stadtrat

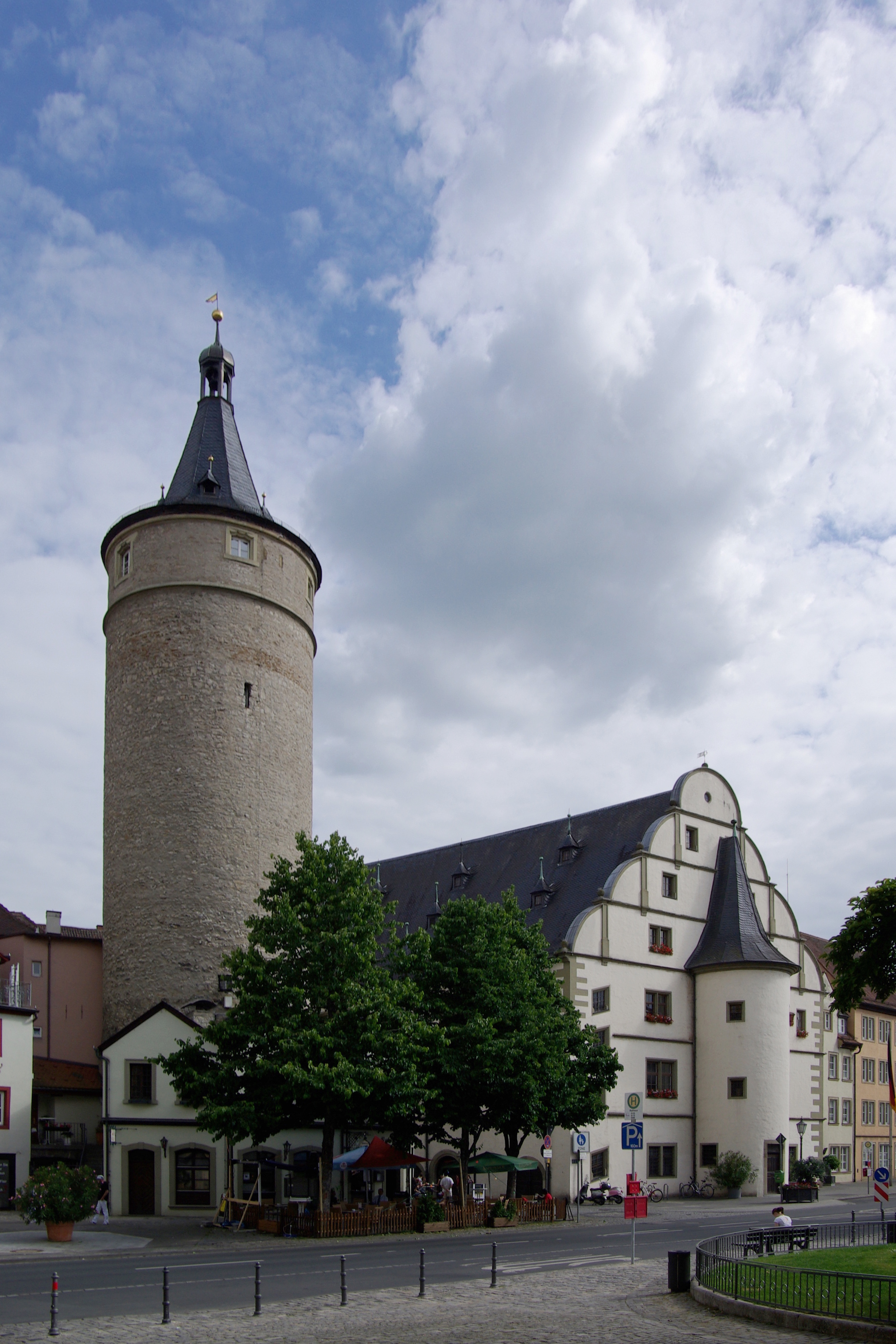
Rathaus von Kitzingen mit Marktturm

Sitzverteilung:
|      | CSU | FBW | GRÜNE | SPD | UsW 1 | KIK 2 | ÖDP | ProKT | BP | AfD | FL 3 | gesamt   |
| ---- | --- | --- | ----- | --- | ----- | ----- | --- | ----- | -- | --- | ---- | -------- |
| 2025 | 9   | 4   | 4     | 3   | 2     | 2     | 2   | 2     | -  | -   | 3    | 31 Sitze |
| 2020 | 8   | 4   | 4     | 4   | 2     | 2     | 2   | 2     | 1  | 1   | -    | 30 Sitze |
| 2014 | 8   | 4   | –     | 4   | 5     | 3     | 3   | 2     | 1  | –   | -    | 30 Sitze |
| 2008 | 8   | 4   | –     | 5   | 8     | 3     | 2   | –     | –  | –   | -    | 30 Sitze |
| 2002 | 10  | 2   | –     | 9   | 6     | 2     | 1   | –     | –  | –   | -    | 30 Sitze |

### Wappen
| Wappen von Kitzingen | Blasonierung: „In Blau eine durchgehende, oben gezinnte silberne Brücke mit drei Pfeilern.“ |
| Wappen von Kitzingen | Wappenbegründung: Kitzingen liegt an einem wichtigen Mainübergang gegenüber einem ehemaligen Königshof, der im 8. Jahrhundert in eine Reichsabtei umgewandelt wurde. Erstmals um 1300 wird Kitzingen als Stadt erwähnt. Das Datum der Stadtrechtsverleihung ist jedoch nicht bekannt. Das älteste Siegel datiert aus dem Jahr 1349 und zeigt bereits die wichtige Brücke über den Main in der damaligen Bauform. Alle späteren Siegel und Darstellungen zeigen die Brücke in der jeweiligen Ansicht mit veränderten Bauformen, entsprechend der Baukunst der entsprechenden Zeit. Die Farben Silber und Blau sind seit dem 16. Jahrhundert überliefert. Zeitweise waren die Farben auch vertauscht. Im Jahr 1839 wurden sie amtlich festgelegt. In Wappenbildern des 19. Jahrhunderts wird die Brücke auch schwebend im Schild dargestellt. Wappenführung seit dem 14. Jahrhundert, belegt durch Siegelführung seit 1349. |

### Städtepartnerschaften
Kitzingen unterhält Partnerschaften mit folgenden Städten:
- Montevarchi, Italien, seit 1984
- Prades, Frankreich, seit 1984
- Trzebnica (Trebnitz), Polen, seit 2009

### Patenstadt
1968 wurde die Patenschaft für die vertriebenen Sudetendeutschen aus der Stadt Neuern in Tschechien übernommen.

## Kultur und Sehenswürdigkeiten

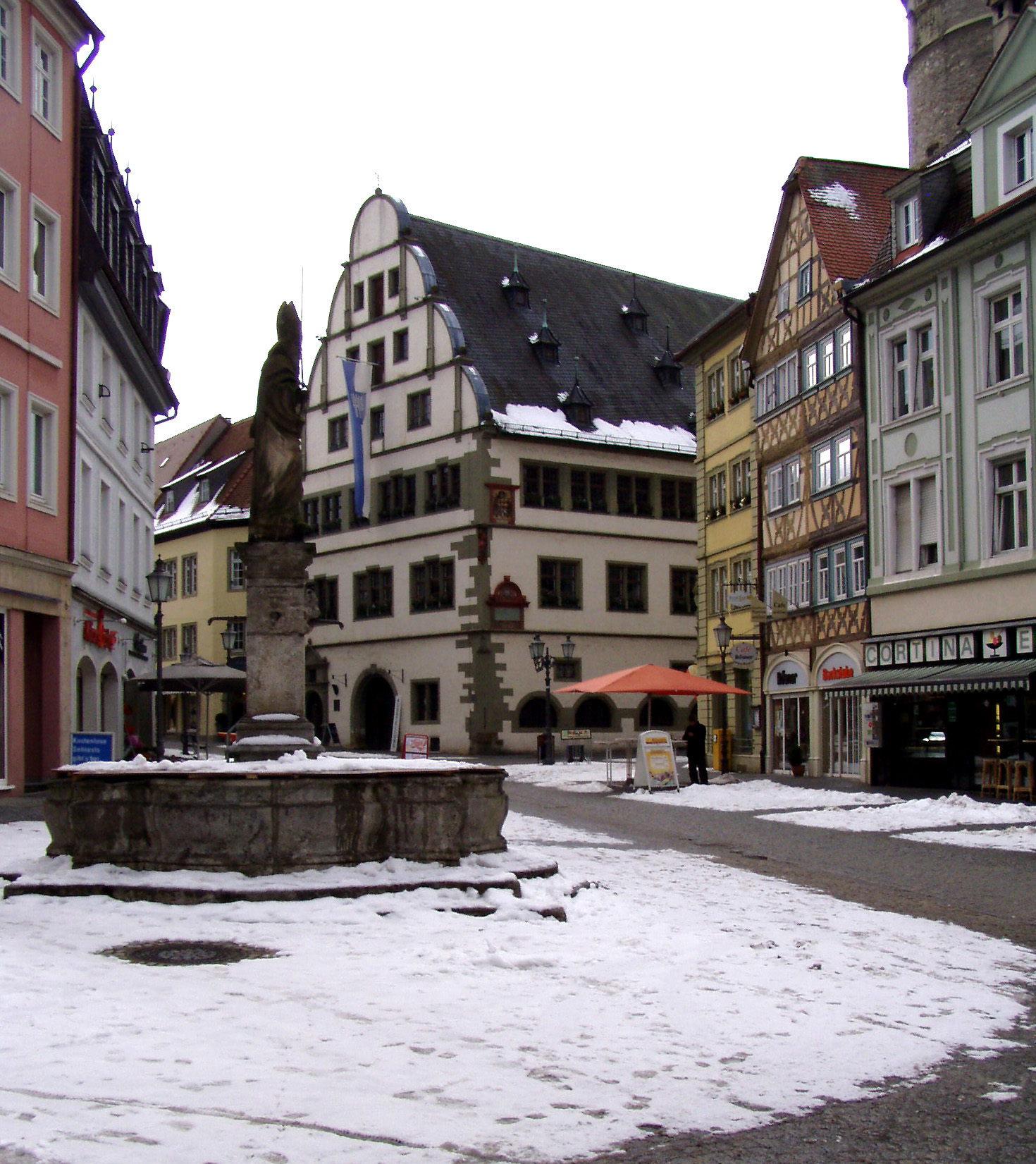
Kitzinger Marktplatz mit Rathaus und Kiliansbrunnen im Winter

### Altstadt und Marktplatz
Historisches Zentrum der trotz vieler Zerstörungen und Veränderungen in weiten Teilen noch gut erhaltenen mittelalterlichen Altstadt mit ihrer unverwechselbaren, vieltürmigen Silhouette bildet der Marktplatz, ein geschlossenes Denkmalensemble von Geschäfts- und Bürgerhäusern. Der Marktplatz stellt eine räumliche Erweiterung der auf die Alte Mainbrücke zielenden, mittelalterlichen Hauptdurchgangsstraße Kitzingens dar. Aus der ursprünglichen Giebelhausbebauung hat sich noch das sog. Poganietzhaus, ein reich verziertes Renaissance-Fachwerkhaus aus dem 16. Jahrhundert, erhalten (Marktstraße 26), welches heute das Conditorei-Museum beherbergt.
Dominiert wird der Marktplatz vom Renaissance-Rathaus des Werkmeisters Eckhart von Schaffhausen, das 1563 vollendet wurde, und vom 39 Meter hohen Marktturm, einem ehem. Wehrturm der inneren Stadtbefestigung aus dem 13. und 14. Jahrhundert mit einem Obergeschoss von 1546, der später als städtischer Wachturm diente und heute das Zentralarchiv der Deutschen Fastnacht beherbergt. Seit einigen Jahren wird das unverputzte Bruchsteinmauerwerk des Marktturms alljährlich in der Adventszeit in rotem Licht angestrahlt und erinnert aufgrund seiner runden Bauform sowie seiner mit gelbem Licht beleuchteten Spitze an eine große Adventskerze. Am Marktturm ist oberhalb der ihn umgebenden Geschäftsbuden aus dem frühen 19. Jahrhundert auch noch der ehem. Pranger zu erkennen. Die Kitzinger Elle in Form eines metallenen Längenmaßes, das an der dem Platz zugewandten Ecke des Rathauses befestigt ist, erinnert an die frühere Funktion des Platzes als Hauptmarkt der Stadt. An der Südostecke des Platzes befindet sich der Marktbrunnen aus dem 18. Jahrhundert, der eine von Richard Rother restaurierte Sandsteinfigur des Frankenapostels Kilian trägt und daher auch als Kiliansbrunnen bezeichnet wird.
Ansonsten wird der Marktplatz durch drei- bis viergeschossige Traufseithäuser des 18. Jahrhunderts und diesen angeglichene historistische Bauten bestimmt, wobei sich besonders das Haus Marktstraße 21 mit seiner Barockfassade hervorhebt. Insgesamt vermittelt der Marktplatz noch heute das Bild der „guten Stube“ einer mainfränkischen Kleinstadt.

### Stadtbefestigung
Die Stadt Kitzingen wurde als eine der ersten Siedlungen im heutigen Unterfranken bereits im Hochmittelalter befestigt. Der Grund für den frühen Ausbau der Anlagen liegt vor allem in der Existenz des bedeutenden Mainübergangs im Westen der Stadt, der auch mit einer Brücke versehen wurde, begründet. Im 15. Jahrhundert wurden auch die Vorstädte entlang der Ausfallstraßen in die Stadtbefestigung mit einbezogen, wobei nun auch die rechtsmainische Vorstadt Etwashausen Verteidigungsanlagen erhielt. Kitzingen und Etwashausen bildeten damit eine wehrtechnische Einheit. Bereits im Dreißigjährigen Krieg wurden allerdings die Schwächen der Stadtbefestigung offenbar, die den modernen Geschützen nichts entgegenzusetzen hatten. Kitzingen verlor im 19. Jahrhundert große Teile der Befestigungen, wobei die erhaltenen Überreste heute als Wahrzeichen der Stadt gelten.
Kitzingen wies in Mittelalter und der Frühen Neuzeit insgesamt zehn Tore auf, von denen jeweils fünf in die innere und fünf in die äußere Stadt führten. Das innere Brückentor bildete das wichtigste Tor innerhalb der Kitzinger Stadtbefestigung. Es garantierte den auf der Ostseite der Stadt befindlichen Zugang über die Mainbrücke und wurde vom Brückenturm (auch Hoher Brückenturm) überragt. Damit stellte es den Zugang des von Nürnberg kommenden Verkehrs sicher, der an dieser Stelle verzollt wurde. Das Spazertor war das Tor, das Kitzingen mit seinem westlichen Umland verband. Hier führte die Straße von Würzburg kommend an den Main. Das Spazertor wurde bereits im Jahr 1479 erbaut, wobei der in unmittelbarer Nähe zum Tor befindliche Eckturm bereits 1473 in den Quellen erwähnt wird.
Von der Kitzinger Stadtbefestigung, die ursprünglich mehr als 30 Wehr- bzw. Befestigungstürme umfasste, existieren noch einzelne Teilstücke und Türme, z. B. in der Kapuzinerstraße oder im Bereich der Mainfront (hier hauptsächlich in Häuser integriert). Besondere Bedeutung haben der Marktturm (innere Stadtbefestigung) und der Falterturm (1469 bis 1496; äußere Stadtbefestigung). Sie haben sich zu Wahrzeichen der Stadt entwickelt. Insbesondere der Falterturm mit seinem schiefen Helm bildet das emblematische Erkennungszeichen der Stadt. Er wird auf dem Hinweisschild auf Kitzingen an der Bundesautobahn 7 abgebildet.
In Etwashausen haben sich als Reste der ehemaligen Ortsbefestigung das sog. Großlangheimer Tor sowie ein Mauerzug am nördlichen Rand des Altortes erhalten.

### Bauwerke

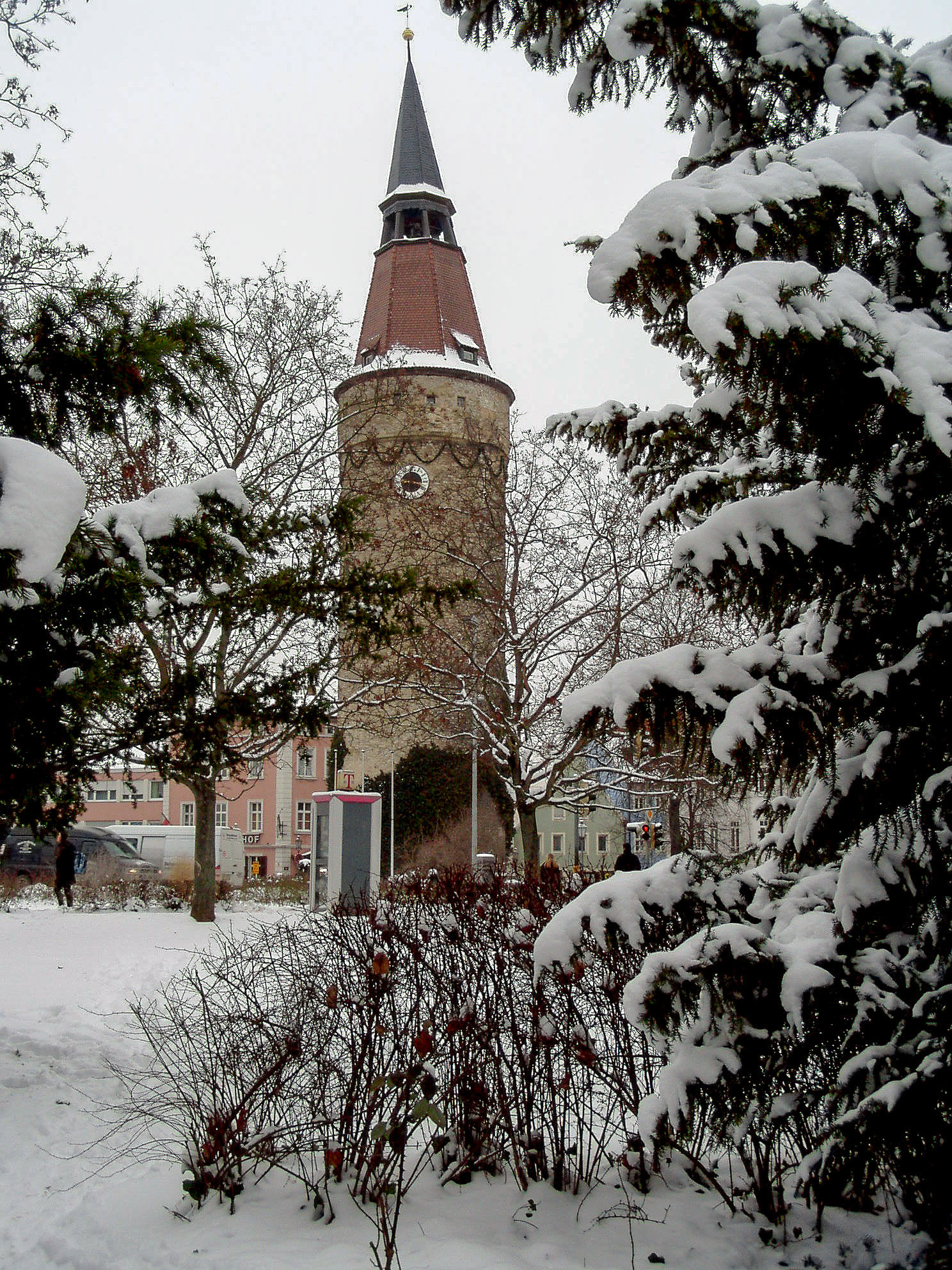
Der Falterturm im Winter

Eines der bedeutendsten Bauwerke der Stadt Kitzingen ist die Alte Mainbrücke, die die rechtsmainische Altstadt von Kitzingen mit der linksmainischen Vorstadt Etwashausen verbindet. Die erste Konstruktion der Brücke stammt aus dem ausgehenden 14. Jahrhundert. Im 18. Jahrhundert musste sie nach Hochwassern und Eisgang weitgehend erneuert werden. Um 1955 wurde sie dann umgebaut, um der Schifffahrt auf dem Main mehr Raum zu geben, wobei der Großteil ihrer historischen Substanz bewahrt wurde. Die Mainbrücke trägt eine steinerne Skulptur von Richard Rother aus dem Jahr 1925 mit der Inschrift: „Vergesst unsere Kriegsgefangenen, Verschleppten und Vermissten nicht“.

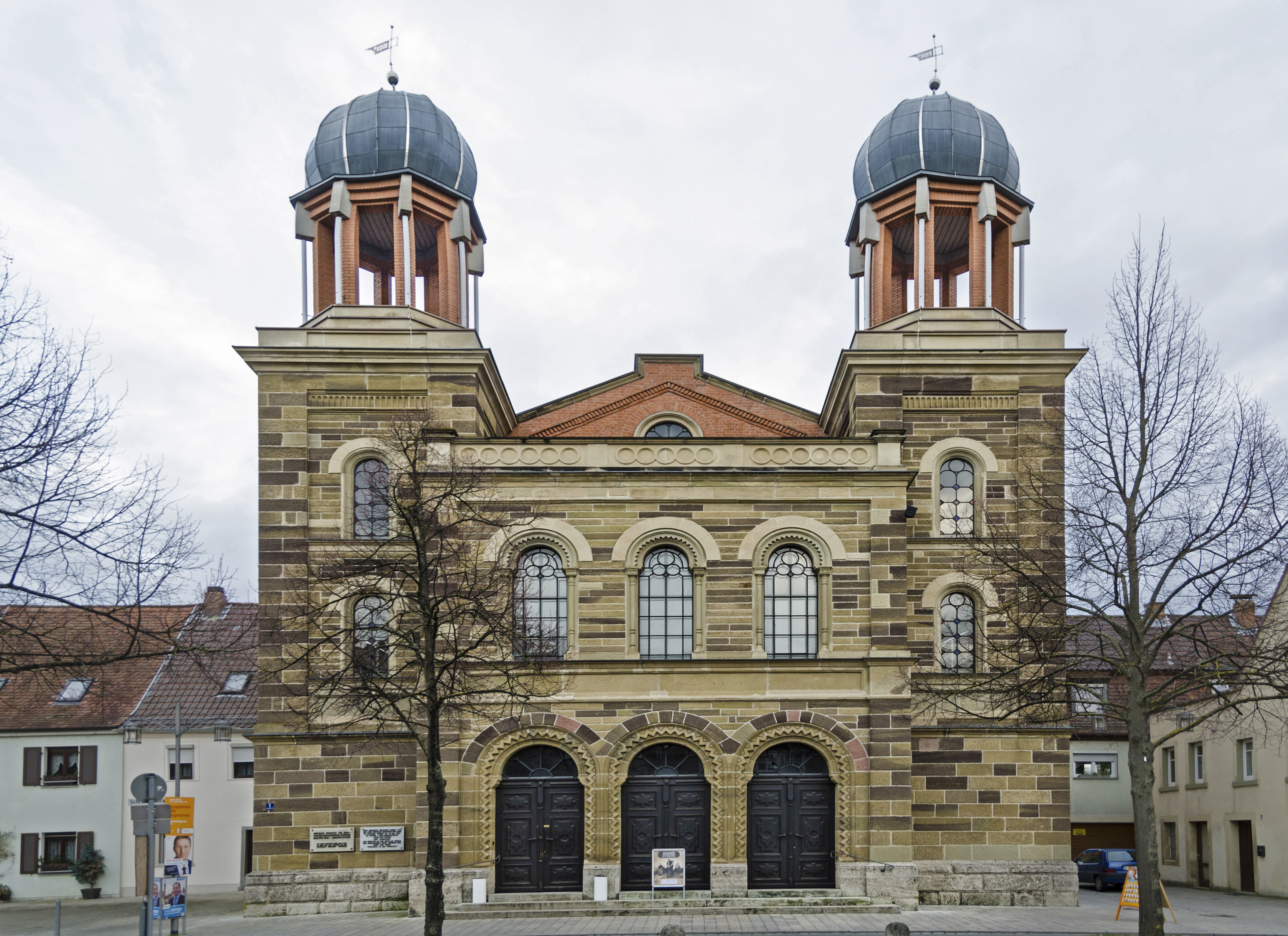
Alte Synagoge am Landwehrplatz

Die 1883 erbaute Alte Synagoge wurde in der sogenannten Reichspogromnacht durch SA-Männer ein Raub der Flammen, woran seit 1967 eine Gedenktafel erinnert. An die zahlreichen in der NS-Zeit verschleppten und ermordeten jüdischen Bürger der Stadt erinnern heute an vielen Stellen Stolpersteine. Die Synagoge wurde nach langjähriger Zweckentfremdung in den 1990er Jahren aufwendig restauriert und dient heute der Bevölkerung als Kulturraum und Konzertsaal. Da es in Kitzingen heute keine eigene jüdische Gemeinde mehr gibt, wird die kleine „Synagoge in der Synagoge“, ein jüdischer Gebetssaal, der im Erdgeschoss des Gebäudes eingerichtet wurde, nur gelegentlich von der jüdischen Gemeinde Würzburgs genutzt.
Trotz seiner Bedeutung als ein Zentrum des fränkischen Weinhandels war Kitzingen im 19. Jahrhundert auch eine wichtige Bierbrauerstadt. Als ein frühindustrielles Kulturdenkmal dieser Zeit gelten die historischen Kelleranlagen (die Deusterkeller), die mit den Aktivitäten des Kitzinger Bierbrauers Thomas Ehemann (1792–1872) in Verbindung stehen: das riesige Kellerareal diente bis zur Erfindung von Carl von Lindes Kältemaschine (1871) den großen ehemaligen Kitzinger Bierbrauereien Bürgerbräu, Kleinschroth und Scheuernstuhl als Lager- und Eiskeller ihrer Exportbiere, die in alle Welt verkauft wurden. Ein großer Kältekompressor aus der Kitzinger Maschinenfabrik Heinrich Huppmann, der bis zum Beginn der 1950er Jahre in der Kitzinger Brauerei Bürgerbräu für günstige Lagertemperaturen bei der Bierproduktion sorgte, befindet sich heute als Ausstellungsstück vor dem ehemaligen Kitzinger Stadtmuseum.
Weitere sehenswerte Bauwerke in Kitzingen sind:
- Landratsamt (16. Jh.) mit Altem Klosterkeller (einer der ältesten Weinkeller Deutschlands, von den Äbtissinnen des ehem. Benediktinerinnenklosters angelegt)
- Deusterturm (der Gartenturm des ehemaligen Schlosses Friedenstein der Familie von Deuster) (19. Jh.)
- Buntsandsteinsäule am Königsplatz (1883 zu Ehren König Ludwigs II. errichtet)
- Reste des ehemaligen Leidenhofs (16. Jh.), in dem Landgraf Kasimir von Brandenburg-Kulmbach nach dem Bauernaufstand 1525 als abschreckende Strafmaßnahme 58 Kitzinger Bürger blenden ließ
- Luitpold-Bad von 1914
- Alter Friedhof mit Portalbau (16. Jh.) und Grabdenkmälern (18./19. Jh.)
- Häuser Landwehrstraße 18, 20, 22 als Kaserne für die Würzburgische Armee durch Balthasar Neumann errichtet
- In Kitzingen hat sich in der Grünanlage des St. Elisabeth-Altenheims einer der ältesten Bildstöcke Frankens erhalten, der wohl noch aus dem 13. Jahrhundert stammt

### Kirchen und Klöster

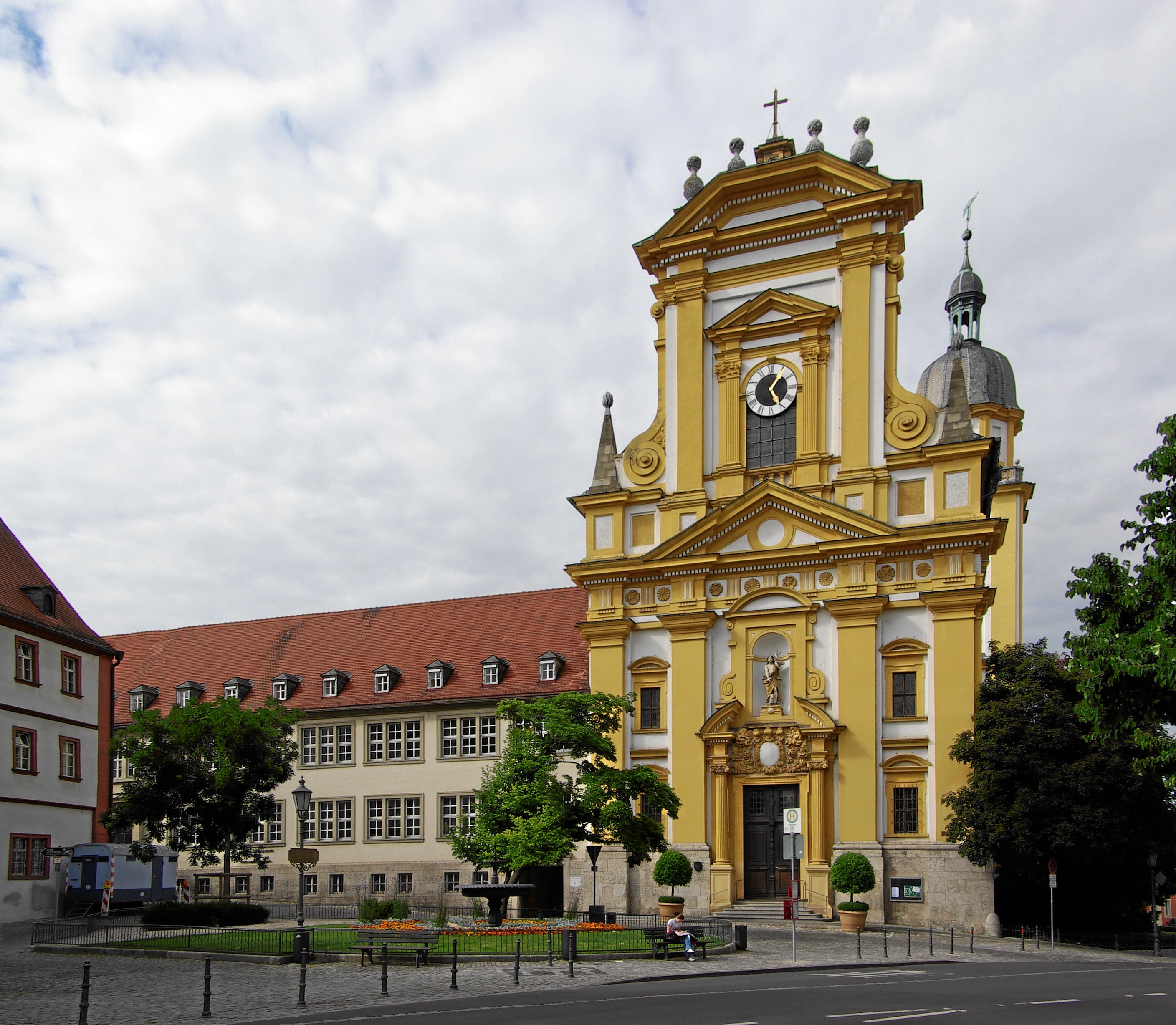
Evangelische Stadtkirche

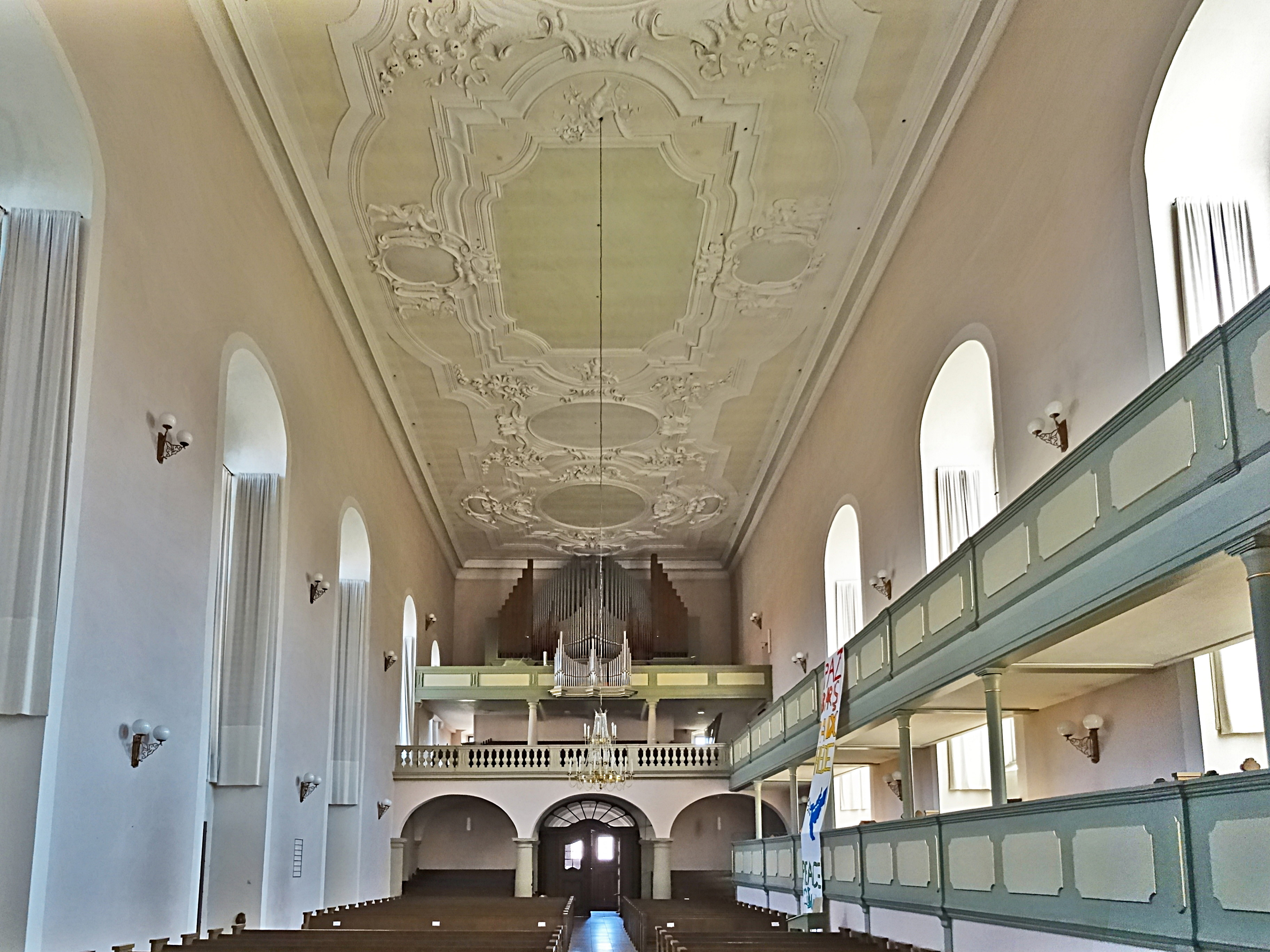
Innenansicht der Evangelischen Stadtkirche mit der Steinmeyer-Orgel

- Die katholische Stadtpfarrkirche St. Johannes der Täufer in der Altstadt wurde im 15. Jahrhundert als spätgotische Hallenkirche an Stelle älterer Vorgängerbauten errichtet und stellt heute einen der wichtigsten Vertreter aus dieser Bauepoche in Nordbayern dar. Von besonderem kunsthistorischen Interesse sind neben der reichhaltigen Ausstattung mit Werken aus verschiedenen Jahrhunderten (u. a. spätgotisches Sakramentshaus, klassizistische Kanzel, moderner Hochaltar) vor allem der Schmuck der Portale im Norden (Darstellung des Jüngsten Gerichts) und Westen (Marienkrönung), eine der Riemenschneiderschule zugeschriebene Ölberggruppe an der Südseite zum ehem. Kirchhof hin, sowie eine ungewöhnliche Fülle von maskenartigen Konsolköpfen.
- Die Evangelische Stadtkirche ist die größte evangelische Kirche in Unterfranken und steht in der Altstadt an der Stelle des ehem. Benediktinerinnenklosters, der Keimzelle der Stadt. Der Bau des bekannten italienischen Barockarchitekten Antonio Petrini wurde im 17. Jahrhundert als Klosterkirche errichtet und diente in den Napoleonischen Kriegen als Lazarett. Im Jahr 1817 wurde das Gotteshaus nach Tausch gegen die Michaelskirche in Etwashausen von der protestantischen Gemeinde übernommen. Ihr 64 Meter hoher Turm ist der höchste der Stadt und bildet eine prägende Dominante im Kitzinger Stadtbild.
- Die katholische Kreuzkapelle, von Balthasar Neumann zwischen 1741 und 1745 errichtet, ist ein spätbarockes Bauwerk auf kreuzförmigem Grundriss mit zentraler Rotunde und steht am östlichen Brückenkopf der Alten Mainbrücke im Stadtteil Etwashausen. Ihr Grundriss zierte neben weiteren Neumann-Entwürfen die Rückseite des früheren 50-DM-Scheins der letzten Serie.
- Die katholische Kapuzinerkirche St. Mariä Himmelfahrt und Hl. Franziskus Seraphikus in der südlichen Altstadt birgt eine nahezu komplett erhaltene Barockausstattung aus dem 17. Jahrhundert. Sehenswert sind vor allem die Altäre und die großformatigen Kreuzweg-Stationsbilder. Die ehem. Klosterkirche wird heute von der katholischen Pfarrgemeinde St. Johannes als Filialkirche genutzt.
- Die Kirche St. Vinzenz von Paul entstand als neue katholische Pfarrkirche für den noch relativ jungen Stadtteil Siedlung. Sie wurde 1950 nach nur einjähriger Bauzeit eingeweiht und war vom damaligen Würzburger Dombaumeister Hans Schädel konzipiert worden. Es handelt sich um einen Bau, der Formen der Heimatschutzarchitektur mit expressionistischen und modernen Elementen verbindet.
- Als zweite Kirche der Siedlung wurde 1957 die evangelische Friedenskirche in unmittelbarer Nachbarschaft zu St. Vinzenz fertiggestellt. Beide Kirchen waren durch den großen Zustrom von Flüchtlingen nach dem Zweiten Weltkrieg nötig geworden. Dieser schlicht konzipierte Sakralbau im Stil der Nachkriegsmoderne mit seinem für die Region sehr ungewöhnlichen Ziegelmauerwerk und dem Chorglasfenster des Münchner Künstlers Gerd Jähnke wurde im Mai 1957 geweiht und der Gemeinde übergeben. Als Architekt hatte man den Würzburger Gerhard Saalfrank gewinnen können.

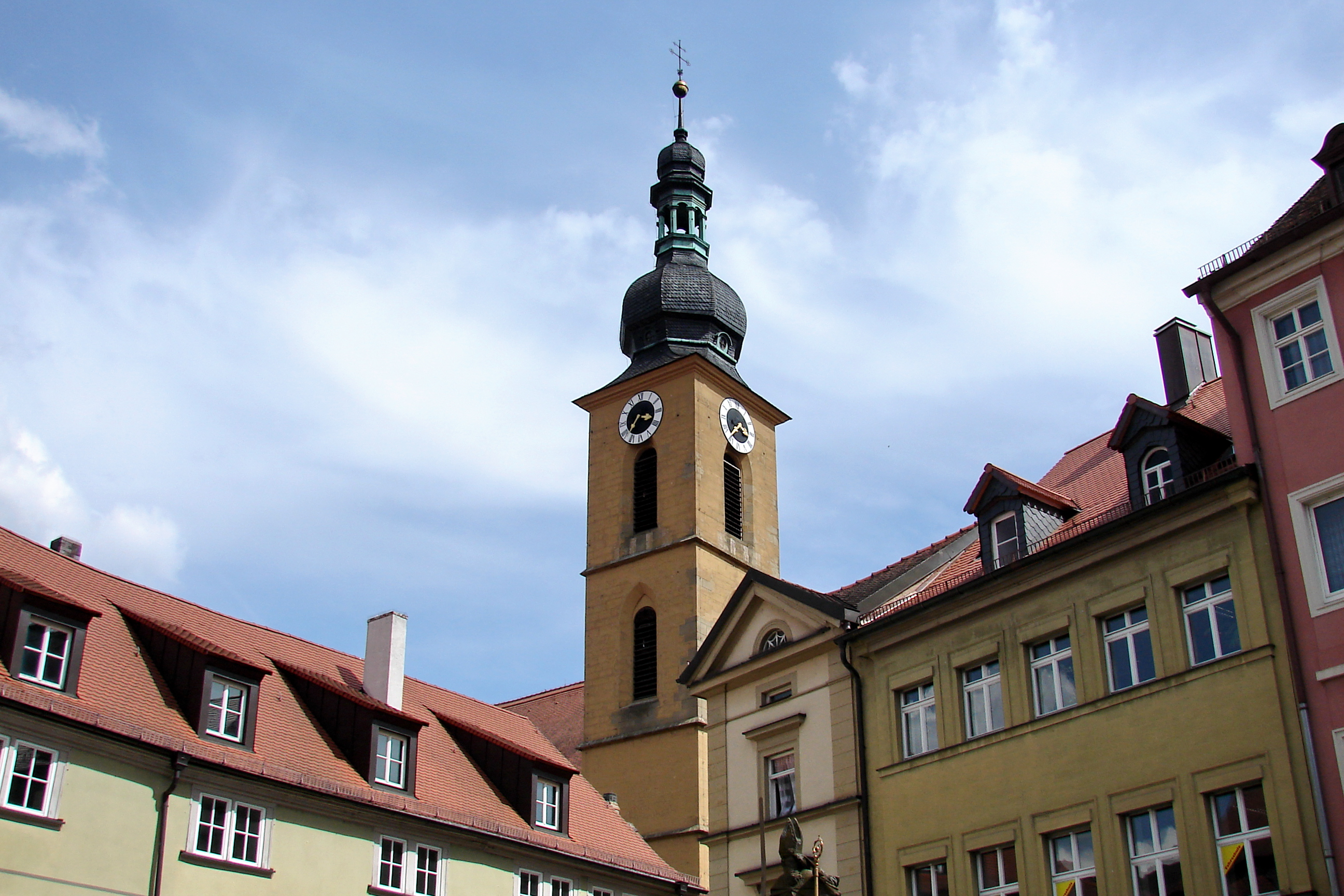
Turm der katholischen Stadtpfarrkirche St. Johannes
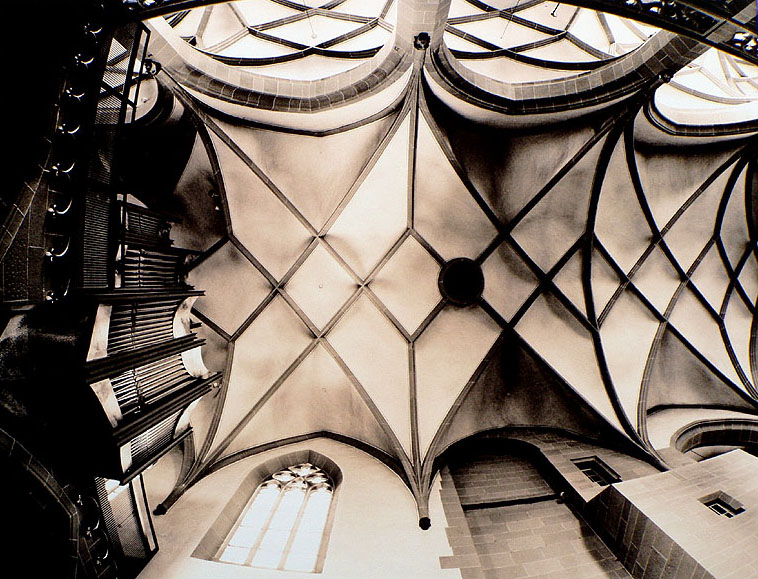
Gotisches Netzgewölbe von St. Johannes
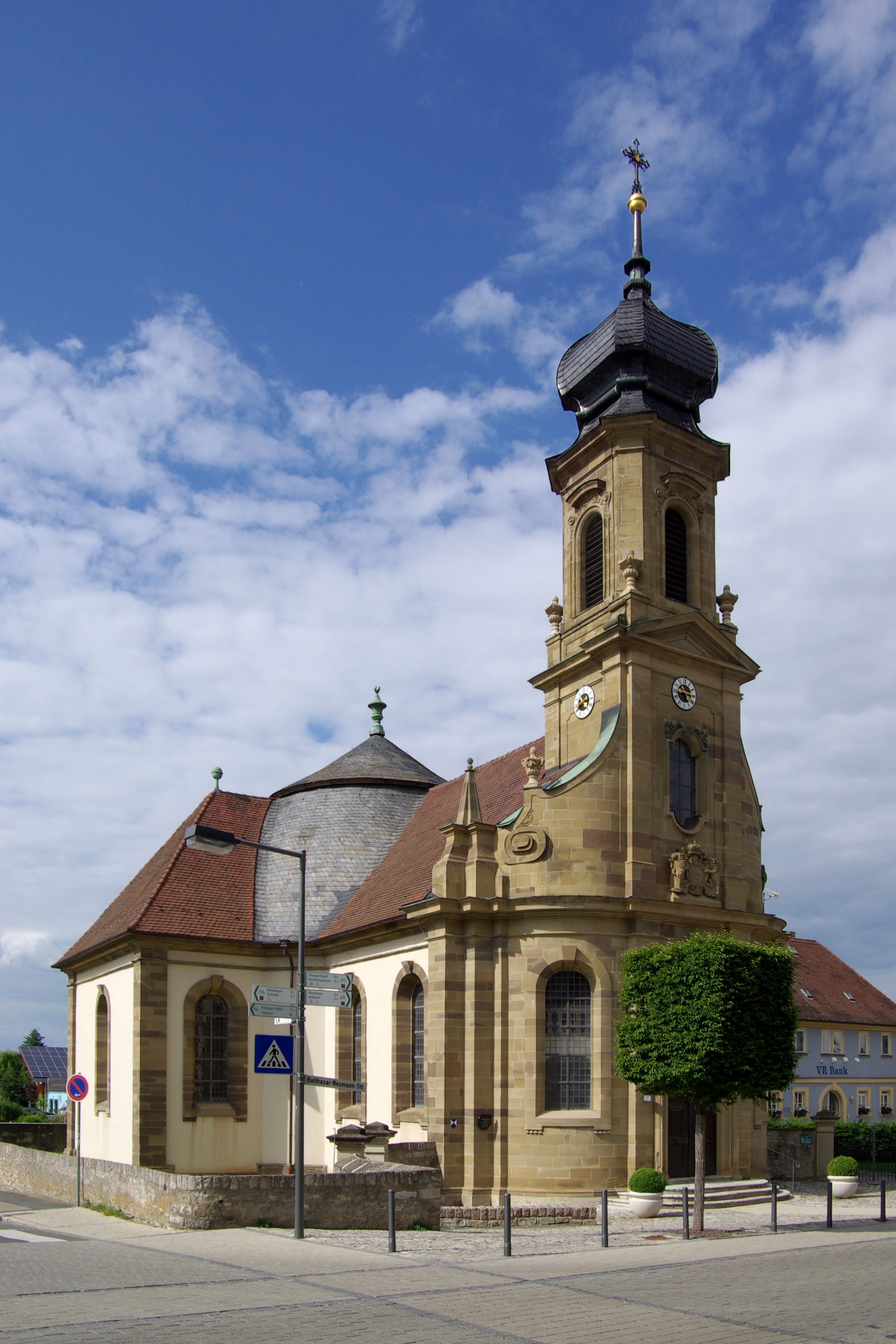
Balthasar Neumanns späte Kreuzkapelle im Stadtteil Etwashausen
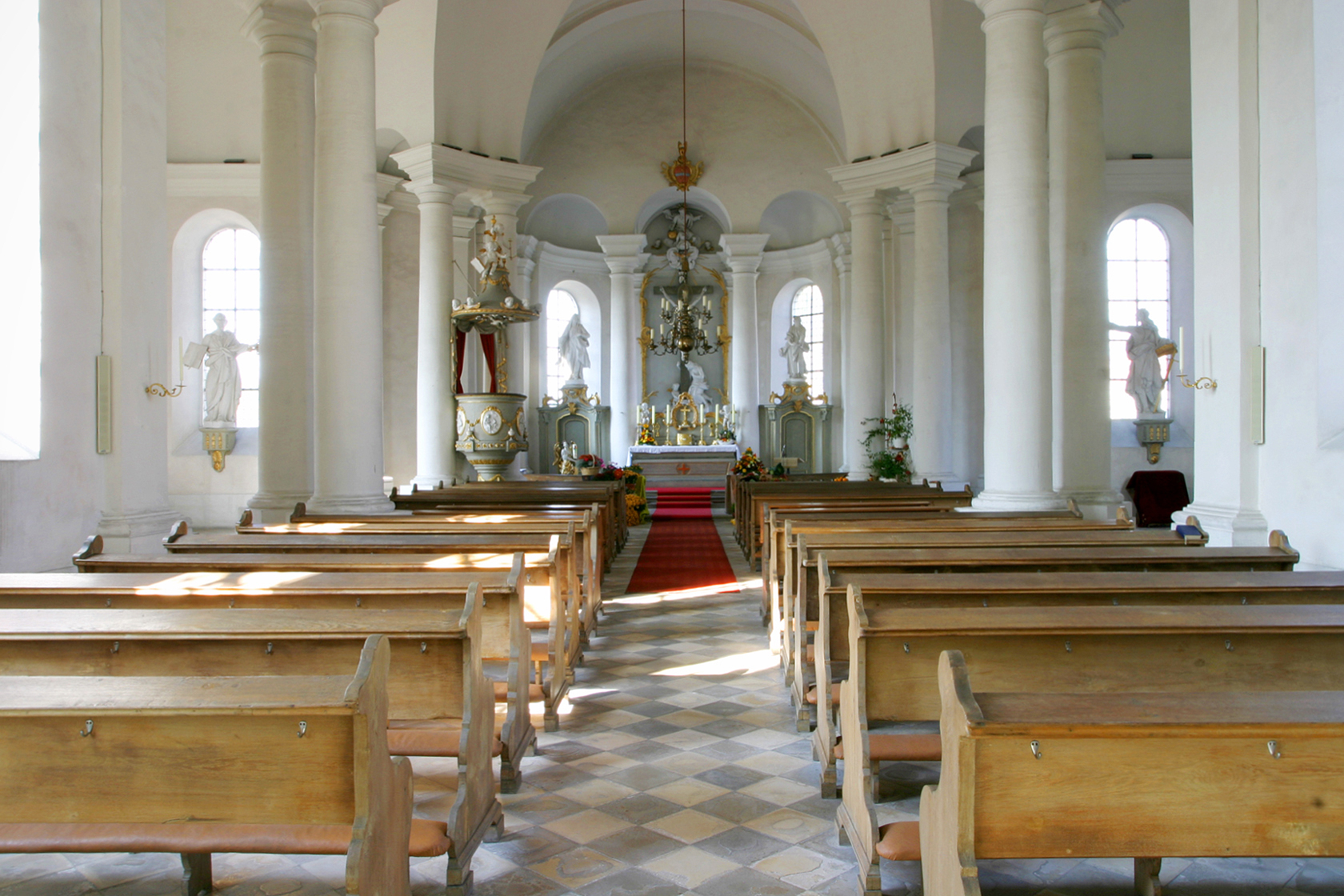
Innenansicht der Kreuzkapelle
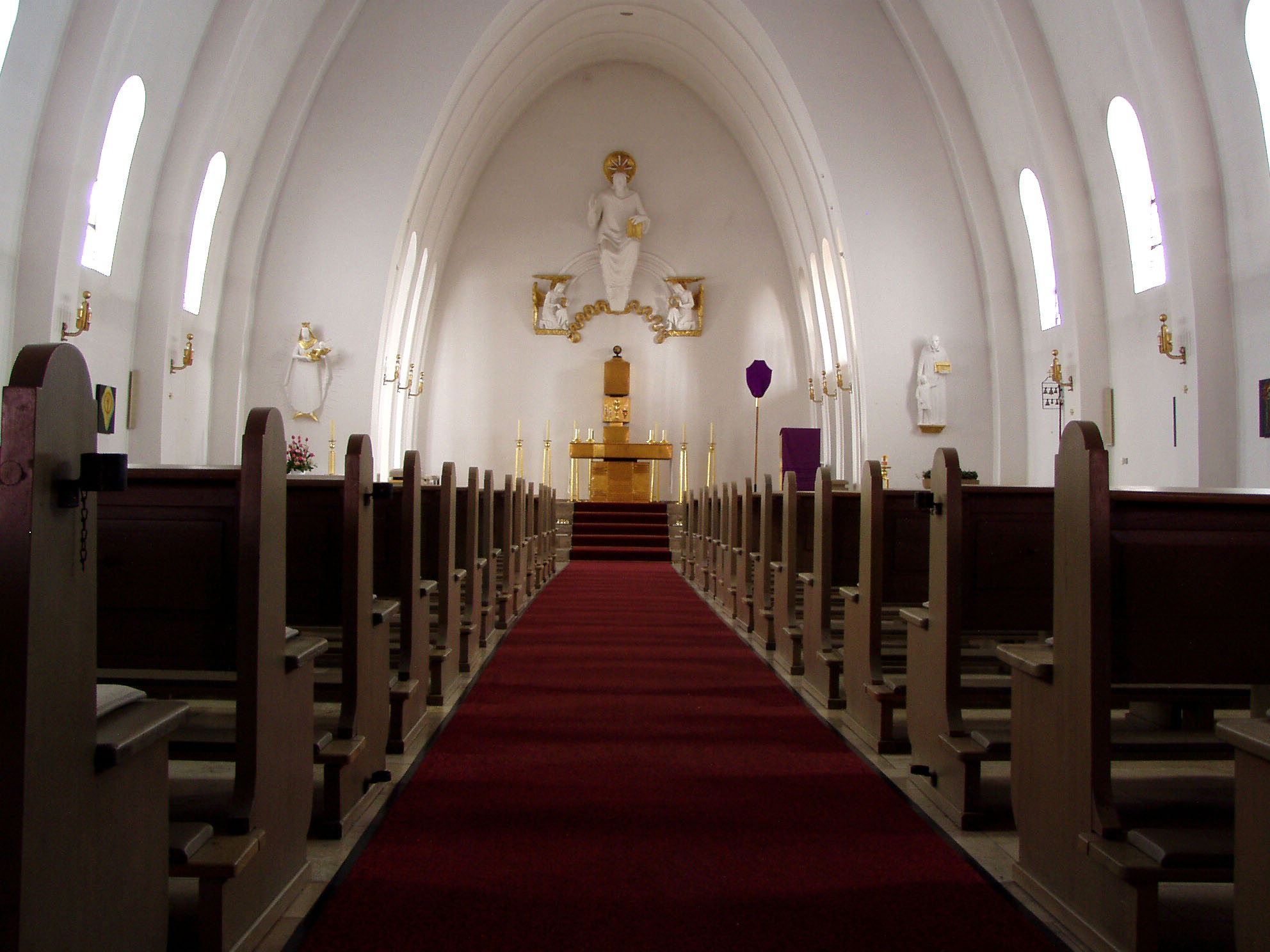
Innenansicht von St. Vinzenz
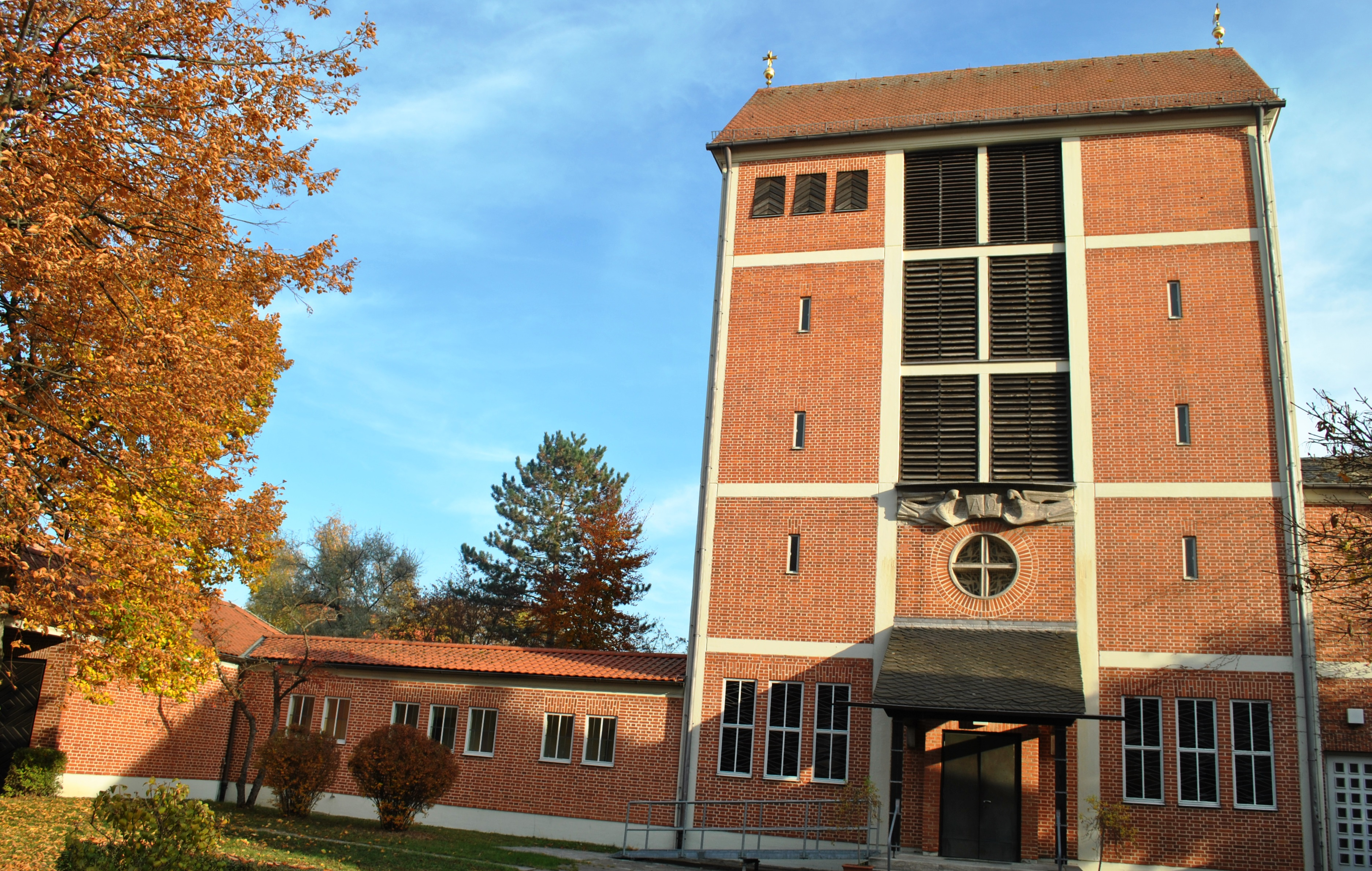
Friedenskirche

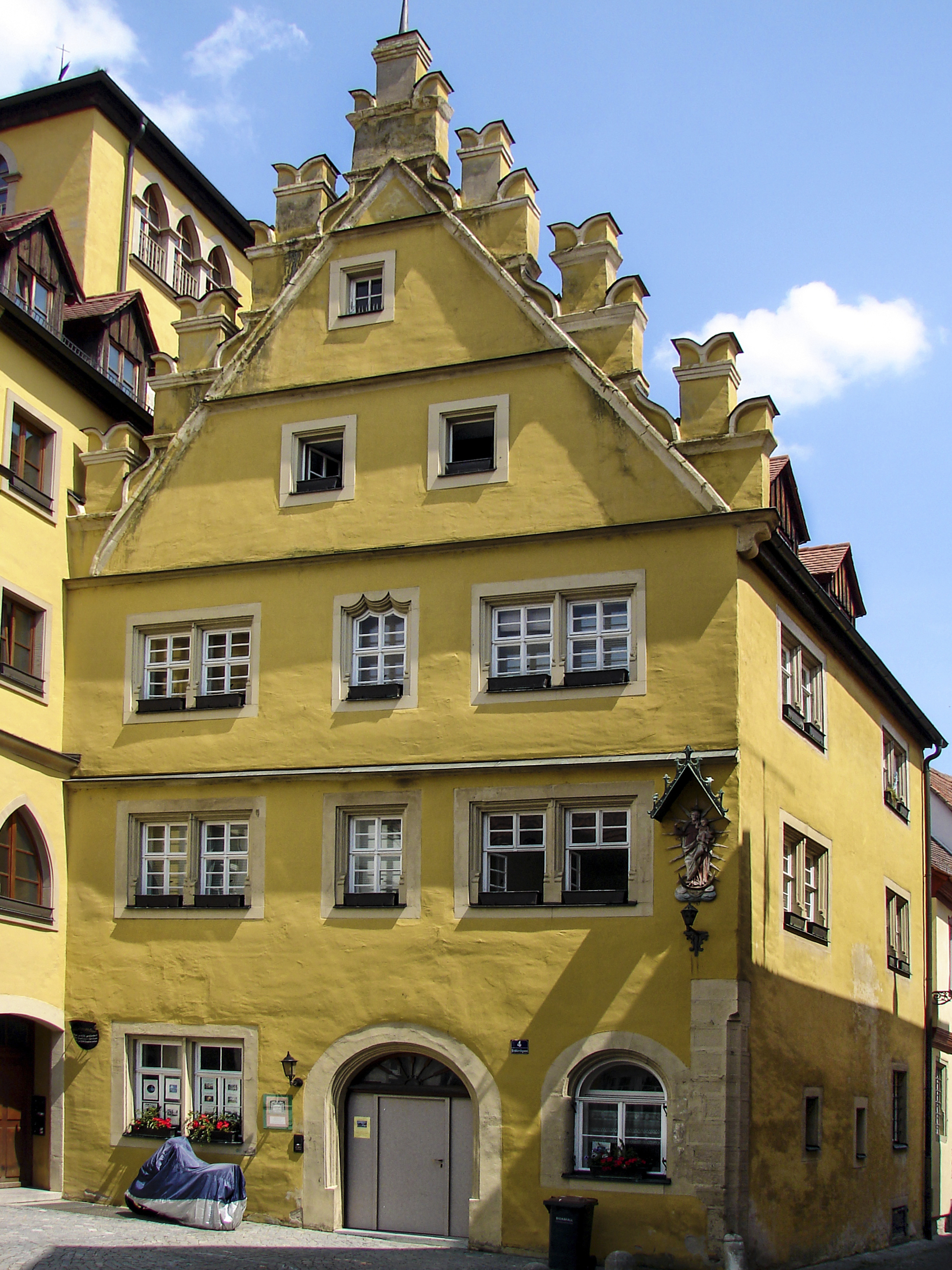
Benefiziumgebäude der Beginen und ehem. Kirche zum Hl. Grab (links) in der Grabkirchgasse

Ehemalige bzw. profanierte Kirchengebäude und ihr Erhaltungszustand:
- Ehem. Benediktinerinnenkloster mit doppeltürmiger, romanischer Stiftsbasilika, im 16. Jahrhundert zerstört, heute oberflächlich nichts mehr erhalten, an ihrer Stelle befindet sich die Evangelische Stadtkirche bzw. der Platz der Partnerstädte
- Ehem. Kapuzinerkloster Kitzingen, 1630–1828, Klostergebäude 1983 abgerissen und durch Seniorenheim ersetzt
- Ehem. katholische Spitalkirche St. Elisabeth (16. bis 19. Jh.), heute Haupteingang des Landratsamtes, baulich noch als Kirche erkennbar
- Ehem. Kirche zum Heiligen Grab (Grabkirche, 16. Jh.) und Benefiziumgebäude des zugehörigen Beginenklosters, von der Kirche nur Turm und in Wohnhaus integrierte Reste erhalten, das Klostergebäude beherbergt heute ein Papiertheater
- Ehem. Kirche zu Unserer Lieben Frau, erste Kirche in Etwashausen, Anfang des 18. Jahrhunderts wegen Baufälligkeit abgerissen, an ihrer Stelle wurde später die evang. Michaelskirche von Balthasar Neumann errichtet, heute Wohnhaus ohne Turm

Dorfkirchen in den ehemals eigenständigen Gemeindeteilen:
- Katholische Georgskirche (Hoheim)
- Evangelische Kirche (Hohenfeld)
- Bergkirche St. Margarete (Hohenfeld)
- Evangelische Johanneskirche (Sickershausen)
- Evangelische Laurentiuskirche (Repperndorf)
- Katholische Laurentiuskirche (Repperndorf)

### Museen

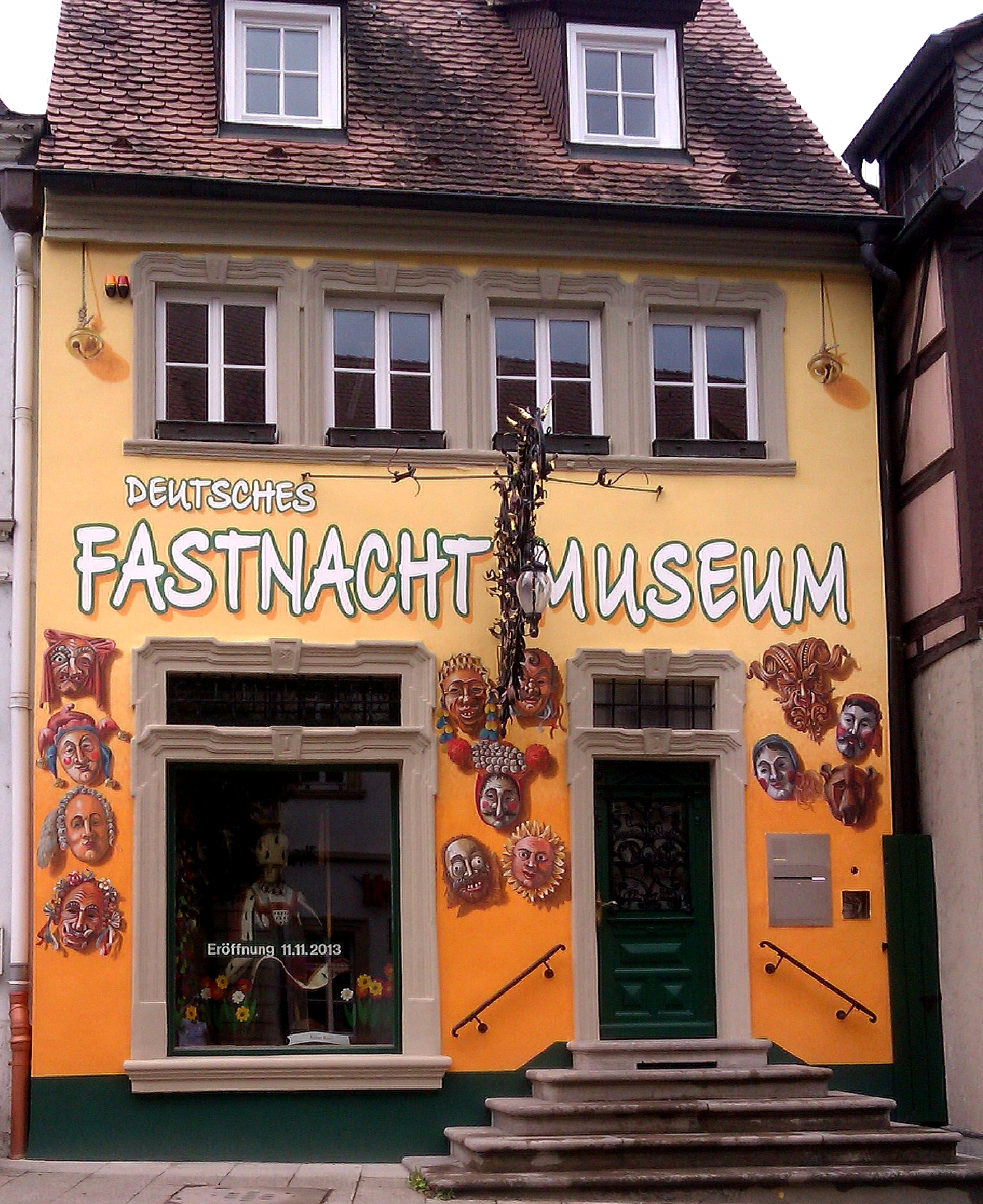
Deutsches Fastnachtmuseum, Luitpoldstraße 4

Das 1966 eröffnete Deutsche Fastnachtmuseum ist eine gemeinnützige Stiftung und offizielles Museum des Bundes Deutscher Karneval. Es beherbergt die größten Fachsammlungen ihrer Art und macht Kitzingen zu einem Zentrum der Fastnachtsforschung in Deutschland. Ein Feuerschutzgutachten führte 2011 zur Schließung der Fastnachtssammlungen im Falterturm, das Deutsche Fastnachtmuseum wurde Ende 2013 in einem umgebauten Barockgebäude in der Luitpoldstraße neu eröffnet. 2018 bis 2019 wurde der Gebäudekomplex um ein weiteres denkmalgeschütztes Gebäude sowie einen Neubau erweitert und umfasst nun neben dem Fastnachtmuseum auch die deutsche Fastnachtakademie, ein Schulungszentrum, an dem angehenden sowie professionellen Karnevalisten eine Vielzahl von Angeboten zur Weiterbildung wie z. B. Seminare oder Beratungen zur Verfügung stehen. Unter anderem bietet der neu entstandene Veranstaltungssaal die Möglichkeit, Auftritte zu proben.
Das Städtische Museum mit Stadtarchiv im Alten Kastenhof präsentierte bis 2018 zahlreiche Exponate zur Stadt-, Wirtschafts- und Kulturgeschichte Kitzingens. Eine Abteilung beschäftigte sich mit der Archäologie und der Siedlungsgeschichte im Landkreis. Im Obergeschoss befanden sich eine historische Apotheke sowie eine Dokumentation zu Johann Rudolph Glauber. Das Museum wurde im Jahr 2018 geschlossen; im Juni 2020 beschloss der Kitzinger Stadtrat die endgültige Schließung und „Abwicklung“ des Museums. Diese Entscheidung wurde regional und überregional massiv kritisiert.
Zu den weiteren Museen in der Stadt zählen:
- das Conditorei-Museum
- die Vogelkundliche Ausstellung im Deusterturm
- das Frankenstudio in Sickershausen
- die Officina Historica – Historische Druckwerkstatt in Sickershausen

### Karneval
Die aktiven Karnevalisten sind in der Kitzinger Karnevals-Gesellschaft (KIKAG) organisiert. Überörtlich bedeutsam ist die jährliche Verleihung des Schlappmaulordens an Personen oder Institutionen, die eine „gar trefflich lockere Zunge“ besitzen. Bekannte Preisträger des KIKAG-Ordens sind unter anderen Gregor Gysi, Helmut Kohl, Jürgen Möllemann, Gabriele Pauli, Günther Beckstein sowie Claudia Roth.

### Kirchenmusik
Kitzingen ist ein regionales kirchenmusikalisches Zentrum mit zahlreichen Veranstaltungen, die über das ganze Jahr verteilt sind: Die Paul-Eber-Kantorei der evangelischen Stadtkirche widmet sich den großformatigen oratorischen Werken der Musikliteratur, das kirchenmusikalische Angebot an der katholischen Pfarrkirche St. Johannes mit ihrer Vleugels-Orgel, dem Kammerchor und der St.-Johannes-Kantorei stellt hingegen schwerpunktmäßig die Orgelmusik sowie die Chormusik a cappella in das Zentrum ihrer Programme.

### Musik, Musikpädagogik und Malerei
Seit 2014 gibt es mit der Villa Paganini in der Kitzinger Moltkestraße ein neues musikalisch-kulturelles Zentrum, das der international bekannte Violinist Florian Meierott betreibt. Hier finden neben einer Violinschule und einer Gemäldegalerie mit Bildern des Musikers diverse Konzertreihen, Lesungen sowie ein internationaler Violinwettbewerb statt.

### Theater
- Miniatur-Kunst-Bühne „Papiertheater Kitzingen“ unter Leitung von Gabriele Brunsch im ehemaligen Beginenkloster der Grabkirche
- Häckerbühne Stadt Kitzingen e. V. (Kitzinger Theater)
- Frech-Fromm-Fränkisch[30]

### Kino
- Programmkino Roxy am Rosenberg (im Februar 2019 nach 12 Jahren wiedereröffnet)[31]

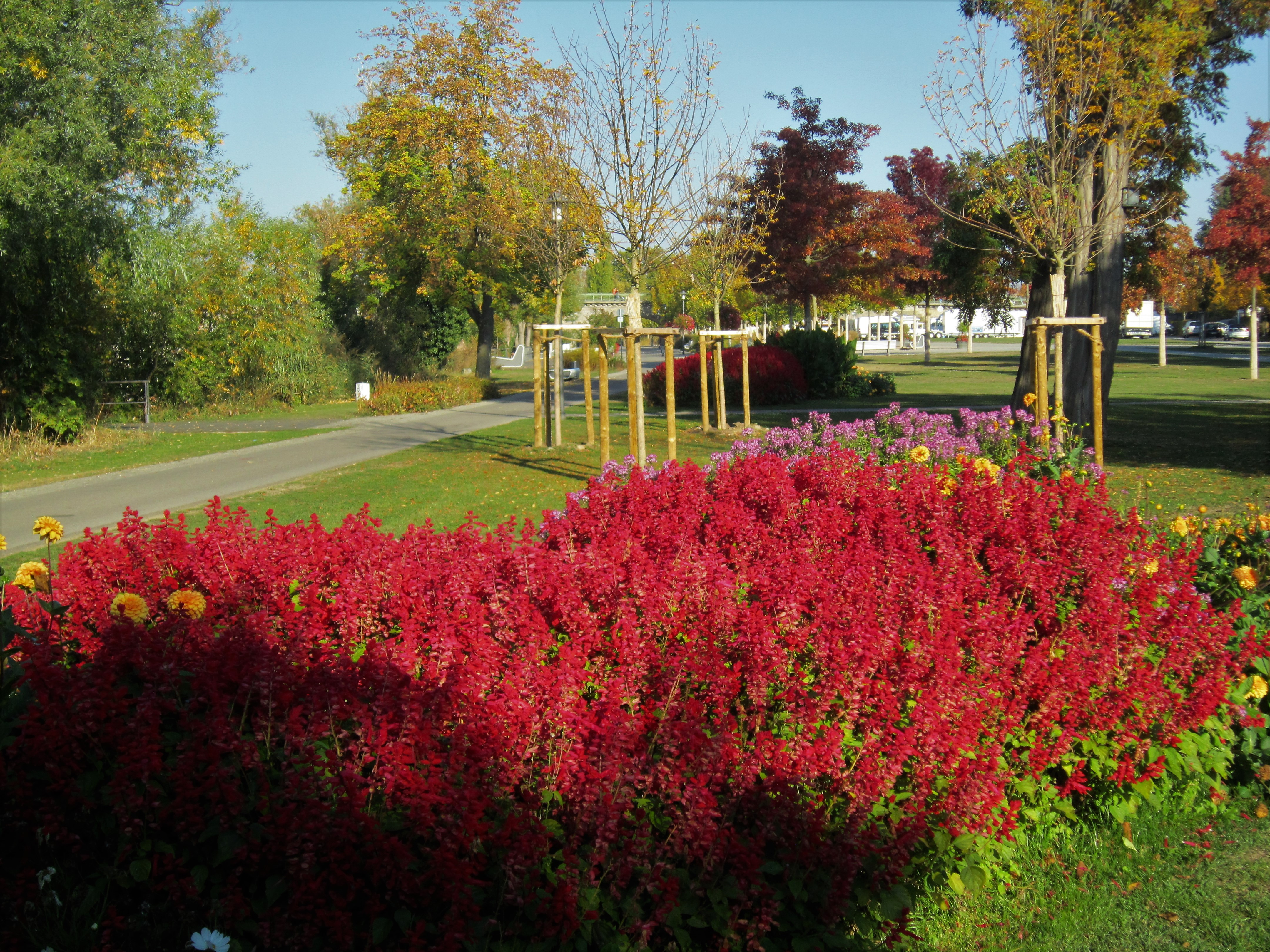
Park am Etwashauser Mainufer

### Parks
- Ehemaliges Gelände der Kleinen Bayerischen Landesgartenschau (2011) am Mainufer im Stadtteil Etwashausen
- Rosengarten südl. des Falterturms

### Sport

#### Fußball
- Fußballvereinigung Bayern Kitzingen 1911 e. V.[32]
- Siedler-Sport-Verein 1949 e. V.[33]
- Fußballverein Rot-Weiß Kitzingen e. V.
- Fußballverein Ülkemspor Kitzingen
- TSV Hohenfeld 1911 e. V.
- TSV Jahn Repperndorf e. V.
- Sportverein Sickershausen 1913 e. V.
- SV Hoheim 1948 e. V.

#### Weitere Sportvereinigungen
- Königlich Privilegierte Schützengesellschaft von 1408 Kitzingen[34]
- Luftsportclub Kitzingen e. V. (ältester Luftsportverein Bayerns)[35]
- Kitzinger Ruderverein von 1897 e. V.[36]
- Kraftsportverein Kitzingen 1894/96 e. V.[37]
- Golfclub Kitzingen e. V.
- Schachclub Kitzingen 05[38]
- Segel und Sportboot Club Kitzingen e. V.[39]
- Kitzinger Tanzclub e. V.[40]
- Turngemeinde Kitzingen 1848 e. V. (mit Abteilungen für: Aikido, Handball, Laufen, Leichtathletik, Radsport, Schwimmen, Tennis, Turnen und Volleyball)[41]

Handball: Die Handballer der TG Kitzingen hatten ihre größten Erfolge 1990 mit der Nordbayerischen Verbandsliga-Vizemeisterschaft und dem damit verbundenen Aufstieg in die viertklassige Handball-Bayernliga, in der sie 1992 sowie  1993 bayerischer Vizemeister wurden und sich bis 1994/95 in der Liga halten konnten. Die TG-Handballer nehmen im Rahmen der HSG Mainfranken, die aus dem Zusammenschluss der Vereine TG Kitzingen, TV Etwashausen  und dem  TSV Mainbernheim entstanden ist, mit Herrenmannschaften, Damenteams und Nachwuchsmannschaften am Spielbetrieb des Bayerischen Handballverbandes (BHV) teil. Die erste Herrenmannschaft und das 1. Damenteam spielen beide 2022/23 in der sechstklassigen Bezirksoberliga Unterfranken.

### Regelmäßige Veranstaltungen
- Etwashäuser Kirchweih (Ebshäuser Kerm), jährlich im Oktober zur Erinnerung an die Weihe der Kreuzkapelle
- Kitzinger Stadtfest
- Landkreisfaschingsumzug (alle drei Jahre im Wechsel mit Dettelbach und Volkach)
- Nachbarschaftsfest
- Promenadenweinfest
- World Press Photo im Rathaus (jährlich von Februar bis März)
- Schützenumzug der Königlich privilegierten Schützengesellschaft von 1408 Kitzingen jährlich an Fronleichnam

## Wirtschaft und Infrastruktur

### Verkehr

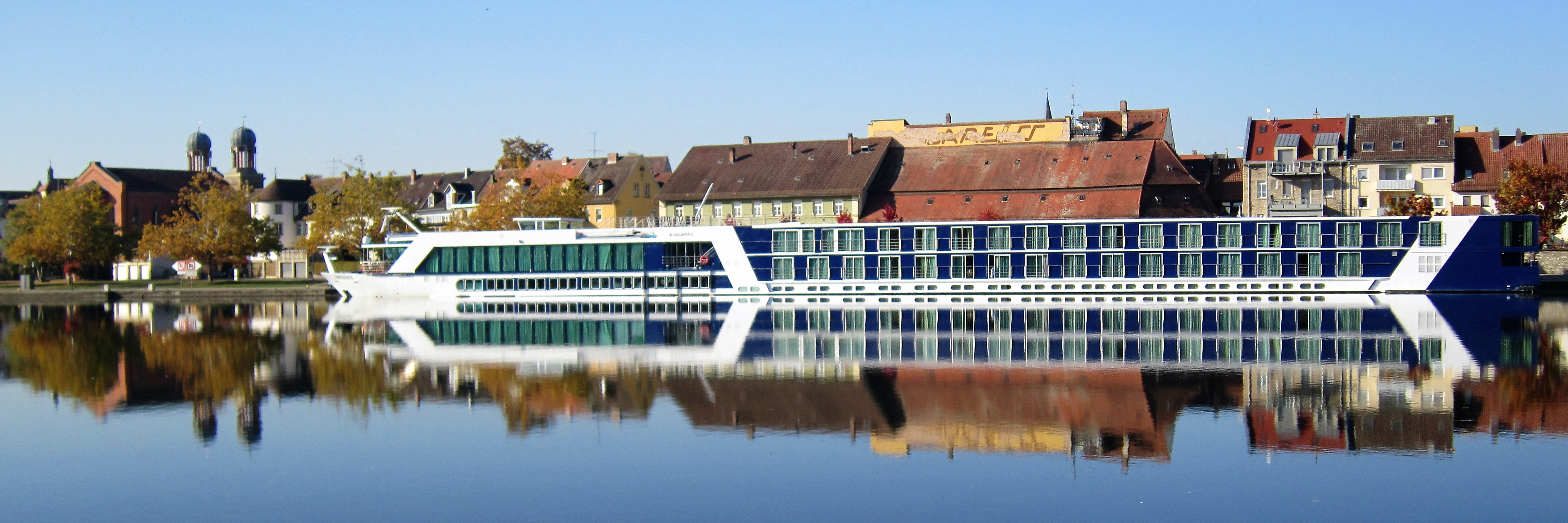
Flusskreuzfahrt-Schiff am Mainkai

Kitzingen liegt am Autobahnkreuz Biebelried (etwa sechs Kilometer entfernt) mit Anbindung an die Bundesautobahn 3 (Frankfurt am Main–Nürnberg, Ausfahrt Rottendorf oder Kitzingen/Schwarzach) und an der A 7 (Kempten–Ulm–Kassel–Hamburg, Ausfahrt Kitzingen), außerdem führt die Bundesstraße 8 durch das Stadtgebiet. Eine wichtige Nahverkehrsverbindung im Landkreis Kitzingen ist die Staatsstraße 2271.
Des Weiteren führt die Bahnstrecke Fürth–Würzburg durch Kitzingen. Die Bahnstrecke Kitzingen–Schweinfurt wurde durch die Sprengung der Mainbrücke 1945 von der Hauptstrecke abgehängt. Sie bestand seit 1945 als Stichbahn von Schweinfurt fort und wurde abschnittsweise stillgelegt. Heute (2020) wird kontrovers um die Reaktivierung der Bahnstrecke gestritten, wobei unterschiedliche Konzepte kursieren.
Durch Kitzingen verläuft der Fränkische Marienweg.
An den Häfen Kitzingen besteht für die Schifffahrt über die Bundeswasserstraße Main eine Anbindung an die Flusssysteme von Rhein und Donau.
Bis in die zweite Hälfte des 20. Jahrhunderts bestand zwischen Hohenfeld und Kitzingen eine Fährverbindung über den Main. Zunächst hatte die Dorfherrschaft das Fährrecht inne, ehe die Fähre im Jahr 1714 in die Hände eines Privatmanns kam. Noch zu Beginn des 20. Jahrhunderts entschloss man sich die Fähre mit einem Gierseil auszustatten. Der Ausbau des Maines zur Großschifffahrtsstraße in den 1950er Jahren führte zum Ende der Fähre.
Seit Januar 2025 befindet sich der gesamte Landkreis Kitzingen vollständig im Gebiet des Verkehrsverbunds Nahverkehr Mainfranken. Zuvor war er seit Herbst 2006 Teil dessen Vorgängers VVM (Verkehrsverbund Mainfranken). Seit 2016 ist der Landkreis Kitzingen zusätzlich Mitglied im VGN (Verkehrsverbund Großraum Nürnberg).
Es bestehen Regionalverbindungen nach Nürnberg und Würzburg alle 60 Minuten. In der HVZ gibt es alle 30 min Fahrmöglichkeiten nach Würzburg.

### Wirtschaft
Der Wirtschaftsstandort Kitzingen zeichnet sich durch seine verkehrsgünstige Lage in der Mitte Deutschlands aus – Kitzingen liegt am Kreuzungspunkt wichtiger Nord-Süd- und Ost-West-Verbindungen: Die BAB 7 kreuzt die BAB 3. Im 20 Kilometer entfernten Würzburg trifft die Schnellbahntrasse nach Hannover auf die Eisenbahnlinie Nürnberg-Frankfurt am Main. Darüber hinaus verfügt die Stadt über einen Umschlaghafen der Rhein-Main-Donau-Schifffahrtsstraße. Bekannt ist Kitzingen einerseits als bedeutsame, historisch gewachsene fränkische Weinhandelsstadt – die vor den Toren Kitzingens liegende Gebiets-Winzergenossenschaft Franken (GWF), heute als Winzergemeinschaft Franken firmierend, erzeugt heute mit ihren etwa 2600 Mitgliedern jährlich rund 12 Millionen Liter Wein – andererseits ist der Stadtteil Etwashausen ein wichtiges nordbayerisches Erzeugerzentrum für den Gartenbau. Die Stadt ist Sitz der VR Bank Kitzingen.

#### Weinbau
Kitzingen ist heute Weinbauort im Anbaugebiet Franken. Insgesamt drei Weinlagen existieren um die Stadt, der Wein wird seit den 1970er Jahren unter den Namen Eherieder Berg, Eselsberg und Wilhelmsberg vermarktet, wobei viele der Lagen bereits seit dem Mittelalter existieren. Zugleich ist die Stadt Leitgemeinde der Großlage Kitzinger Hofrat. Kitzingen ist Teil des Bereichs MainSüden, bis 2017 waren die Winzer im Bereich Maindreieck zusammengefasst. Die Muschelkalkböden mit Lehmbeimischungen um Kitzingen eignen sich ebenso für den Anbau von Wein, wie die Lage in der Maingauklimazone, die zu den wärmsten Deutschlands gehört.
Bereits seit dem Frühmittelalter betreiben die Menschen um Kitzingen Weinbau. Die fränkischen Siedler brachten wohl im 7. Jahrhundert die Rebe mit an den Main. In einem Urbar des Klosters Kitzingen aus der Mitte des 11. Jahrhunderts wurden bereits sieben Weinbauern im Ort erwähnt. Im Mittelalter gehörte die Region zum größten zusammenhängenden Weinbaugebiet im Heiligen Römischen Reich. Die Menschen betrieben zumeist Nebenerwerbsweinbau zur Selbstversorgung, gleichzeitig bildeten sich bereits Exportzentren insbesondere entlang des Maines heraus.
Kitzingen wurde aufgrund seiner Lage und seiner Befestigung von den Menschen der Umgebung schnell zum Zentralmarkt für den Wein aufgewertet. An den Markttagen zogen die Benediktinerinnen des Klosters den sogenannten Weinzehnt von den Händlern ein, sodass der Weinhandel schnell zum wirtschaftlichen Faktor in Kitzingen aufstieg. Der Weinbau um die Stadt war weit weniger wichtig und wurde zumeist für den Eigenbedarf betrieben. 1482 wurde in der Stadt sogar das, allerdings nur für kurze Zeit gültige, fränkische Reinheitsgebot für Wein verfasst.
Der Weinbau erlebte nach der Säkularisation zu Beginn des 19. Jahrhunderts einen umfassenden Niedergang. Vor allem klimatisch weniger begünstige Lagen gab man vollständig auf. Zusätzlich erschwerte das Aufkommen von Schädlingen wie der Reblaus den Anbau. Der Weinhandel blieb erhalten und in der zweiten Hälfte des 19. Jahrhunderts stiegen zumeist jüdische Familien in Kitzingen durch den Handel auf. Konsolidieren konnte sich die Weinbauregion Franken erst wieder in der zweiten Hälfte des 20. Jahrhunderts. Der Einsatz von Düngern und verbesserte Anbaumethoden hatten dazu ebenso beigetragen wie die Organisation in Genossenschaften und die Flurbereinigung der 1970er Jahre.
Kitzingen belegt heute mit seinen 70,9 ha Rebfläche im Jahr 2017 in der Rangfolge der fränkischen Weinorte Platz 27. Auch in den Ortsteilen Hoheim, Repperndorf und Sickershausen wird Weinbau betrieben. Seit über 60 Jahren richten die in der Stadt ansässigen Weingüter Ende Juni das sogenannte Promenaden-Weinfest entlang des Maines aus.
| Weinlage       | Größe 1993 | Himmelsrichtung | Hangneigung | Hauptrebsorten           | Großlage                        |
| -------------- | ---------- | --------------- | ----------- | ------------------------ | ------------------------------- |
| Eherieder Berg | 25 ha      | Süden, Westen   | 10–30 %     | Müller-Thurgau, Silvaner | Kitzinger Hofrat, großlagenfrei |
| Eselsberg      | 4,5 ha     | Südwesten       | 45 %        | Silvaner, Kerner         | Kitzinger Hofrat                |
| Wilhelmsberg   | 4,5 ha     | Südwesten       | 15–25 %     | Silvaner, Müller-Thurgau | Kitzinger Hofrat                |

#### Industrie und Großbetriebe
Von den Industrieunternehmen Kitzingens sind drei Firmen hervorzuheben: Die Firma GEA Brewery Systems (seit 2006 zur GEA Group gehörend) plant und baut komplette Brauhäuser für alle großen Brauereikonzerne weltweit. Die beiden Automobilzulieferer, die F.S. Fehrer Automotive und Franken Guss beschäftigen zusammen etwa 1700 Mitarbeiter. Bis Mitte der 1990er Jahre unterhielt der Nürnberger Draht- und Kabelhersteller Leoni eine Produktion mit über 1000 Mitarbeitern in Kitzingen, die nach Öffnung der dortigen Märkte komplett ins Ausland (Polen, Slowakei) ausgelagert wurde; die Entwicklungsabteilung besteht noch.
Aufgrund der verkehrsgünstigen Lage errichtete die Deutsche Post AG eines ihrer bundesweit 33 Paketzentren in Kitzingen. Zur Belieferung seiner zahlreichen Filialen unterhält der Lebensmittel Marken-Discounter Netto in Kitzingen ein großes Auslieferungslager. Die Seiler Flügel und Pianos werden in Kitzingen seit 1961 gefertigt. Die Produkte dieses einstmals schlesischen Traditionsunternehmens genießen bei vielen Musikern und Pianisten aus aller Welt einen ausgezeichneten Ruf. Im Jahr 2008 wurde das Unternehmen von dem global operierenden koreanischen Großkonzern Samick übernommen.

#### US-Streitkräfte
Mit dem Einmarsch und der Besetzung der Kitzinger Wehrmachts-Kasernen und des Fliegerhorsts durch die US Army ab April 1945 begannen für Kitzingen 61 Jahre als große amerikanische Garnisonsstadt. Die Anwesenheit von bis zu 10.000 US-Staatsbürgern während dieser erheblichen Zeitspanne hatte für die Stadt und das Umland eine außerordentlich weitreichende wirtschaftliche, soziale und kulturelle Bedeutung.
Der komplette Abzug der US Army aus Kitzingen im Jahr 2006 und die damit verbundenen Folgelasten stellten eine kaum zu bewältigende Herausforderung für die Stadt dar. Die Auflösung der militärisch genutzten Areale, der großflächigen Kasernen Harvey- und Larson-Barracks, des Militär-Flugplatzes und des amerikanischen Siedlungsgebiets Marshall Heights mit zusammen etwa 3500 Soldaten und ebenso vielen Partnern und Kindern, entzog der Stadt sowohl zahlreiche Arbeitsplätze als auch enorme Kaufkraft in vielen Wirtschaftsbereichen wie Taxigewerbe, Gastronomie und Immobilien.
Das in den Kasernen und den Wohnsiedlungen freiwerdende Raumangebot wurde aber auch als Chance für die Weiterentwicklung der Stadt gesehen. Bei der Konversion orientierte man sich am Vorbild der nahe gelegenen, ehemaligen Garnisonstadt Fürth. Ein erster Schritt zu einer erfolgreichen Umnutzung der drei Konversionsflächen war der Verkauf des 52 ha großen Areals der Larson-Kaserne an den Investor Innopark-Kitzingen GmbH im Oktober 2010, in dessen Händen zukünftig die Verwaltung und Bewirtschaftung der gesamten Anlage liegt. Dabei soll ein modernes Gründerzentrum für innovative produzierende Firmen aus Zukunftsbranchen entstehen und so zahlreiche neue Arbeitsplätze geschaffen werden.

#### Medien
- Die Kitzinger, Lokalzeitung, gehört inzwischen zur Main-Post

### Tourismus
Kitzingen bietet mit seinen Sehenswürdigkeiten, seinem umfangreichen kulturellen und gastronomischen Angebot sowie den zahlreichen über das Jahr verteilten Veranstaltungen ein beliebtes Ziel für Tagesgäste und Reisetouristen. Um den Tourismus in der gesamten Region weiter zu stärken, wurden Die gastlichen Fünf gegründet, zu welchen neben Kitzingen noch die benachbarten Städte Dettelbach, Gerolzhofen, Iphofen und Volkach gehören. In der Stadt gibt es ein Angebot von ca. 300 Gästebetten in Beherbergungsbetrieben mit neun oder mehr Gästebetten (Stand 2015). Im Jahr 2015 verzeichnete die Stadt 22.600 Gästeankünfte und 40.213 Übernachtungen.
Eine wichtige Rolle für den Tourismus in Kitzingen spielt der Schiffsanleger am Mainkai, an dem regelmäßig Flusskreuzfahrtschiffe festmachen.
Die Touristen-Information der Stadt befindet sich in einem historischen Haus am Altstadt-seitigen Brückenkopf der Alten Mainbrücke in der Schrannenstraße 1.

## Bildung

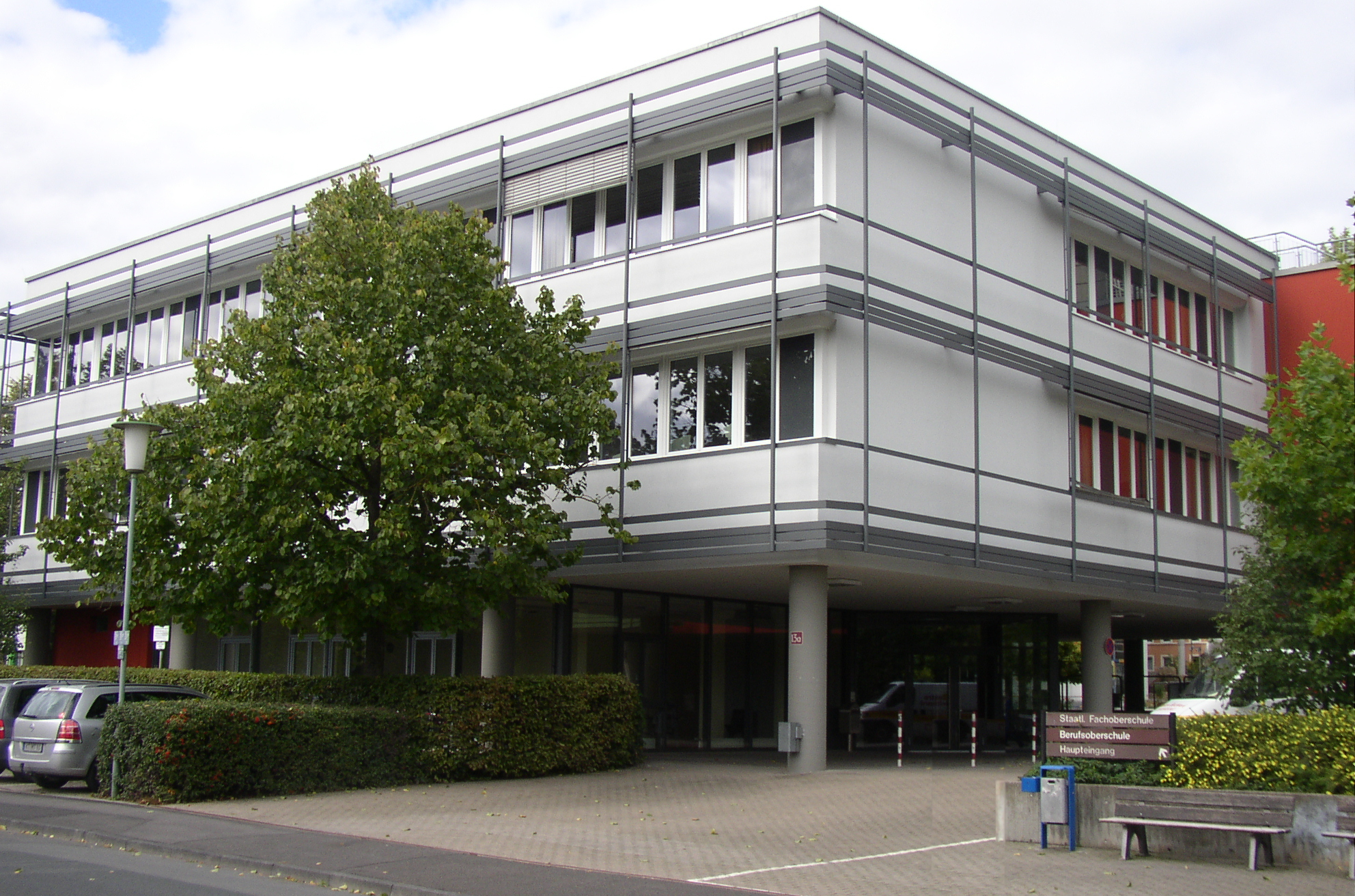
Berufliche Oberschule Kitzingen am Schulzentrum Mühlberg, wo sich auch das Armin-Knab-Gymnasium befindet

Kitzingen verfügt als Schulstadt über zahlreiche Schulen aller Schultypen. Es sind dies im Einzelnen:
- Grundschulen
  - St.-Hedwig-Grundschule Kitzingen, benannt nach der Heiligen Hedwig von Andechs
  - Grundschule Kitzingen-Siedlung
- Hauptschulen
  - D.-Paul-Eber-Mittelschule Kitzingen, benannt nach dem Reformator Paul Eber
  - Mittelschule Kitzingen-Siedlung
- Förderschulen
  - Erich-Kästner-Schule, Sonderpädagogisches Förderzentrum, benannt nach dem Schriftsteller Erich Kästner
  - St.-Martin-Schule, benannt nach dem Heiligen Martin von Tours
- Gymnasien
  - Armin-Knab-Gymnasium, benannt nach dem Komponisten Armin Knab
- Realschulen Das Kitzinger Luitpoldbad, heute Volkshochschule und Stadtbücherei

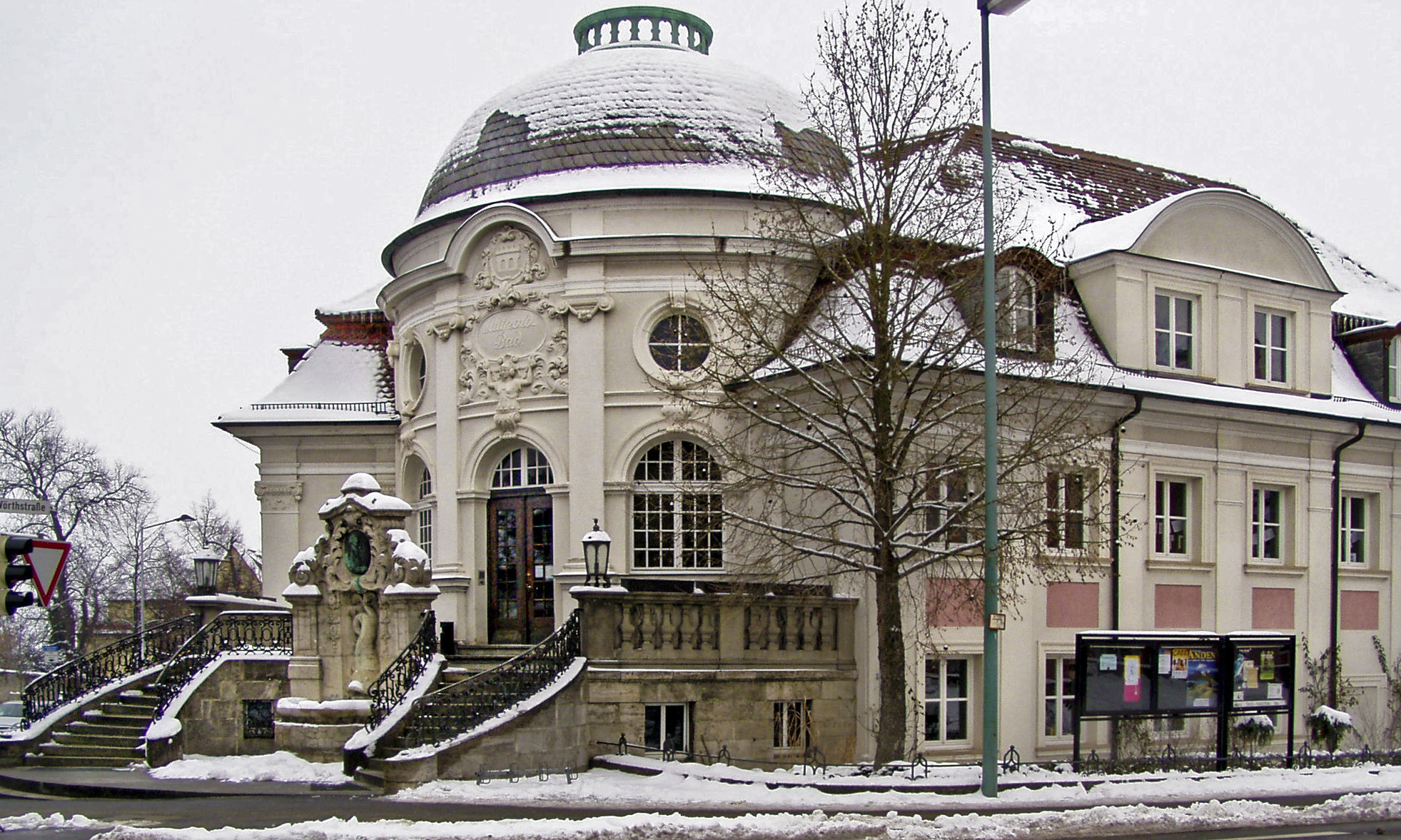
Das Kitzinger Luitpoldbad, heute Volkshochschule und Stadtbücherei

  - Staatliche Realschule Kitzingen, vormals Richard-Rother-Realschule. Der ehemalige Name der Schule wurde wegen Übernahme von nationalsozialistischen Ideologien in einigen Werken des Künstlers im Juli 2015 abgelegt.
- Berufliche Schulen im Rahmen des Staatlichen Beruflichen Schulzentrums Kitzingen-Ochsenfurt
  - Berufliche Oberschule
  - Staatliche Berufsschule Kitzingen-Ochsenfurt
  - Friedrich-Bernbeck-Wirtschaftsschule Kitzingen, benannt nach dem früheren Kitzinger Bürgermeister Friedrich Bernbeck
- Volkshochschule im Luitpold-Bad

## Persönlichkeiten

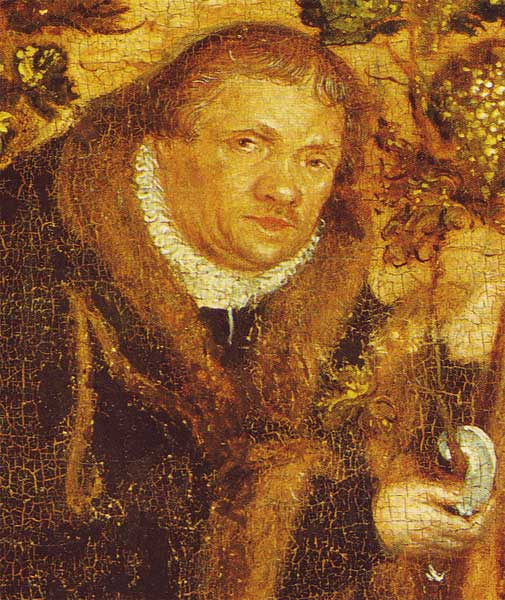
Paul Eber, Darstellung auf seinem Epitaph in Wittenberg

Die Stadt Kitzingen brachte im Laufe der Jahrhunderte eine Vielzahl berühmter Männer und Frauen hervor, die durch ihr Wirken auch heute noch eine gewisse Bekanntheit genießen. Im Mittelalter hatte vor allem der Adel die Möglichkeit aufzusteigen. Der Aufstieg zur Stadt war in Kitzingen eng mit dem Benediktinerinnenkloster verknüpft, das bereits im 8. Jahrhundert gegründet wurde und als Versorgungsinstitut für nachgeborene Töchter des Hochadels diente. Mit dem Kloster sind, neben den Äbtissinnen, auch einige Heilige verbunden. Dazu gehört vor allem die heilige Hadeloga, deren Existenz zwar belegt ist, die allerdings lediglich in späteren Zuschreibungen als erste Äbtissin von Kitzingen ausgemacht wurde. Ihr an die Seite wurde die später ebenfalls heilig gesprochene Thekla von Kitzingen gestellt.  Im Hochmittelalter war das Kloster ein geistliches Zentrum im Heiligen Römischen Reich. Hier wurde die heilige Elisabeth von Thüringen erzogen.

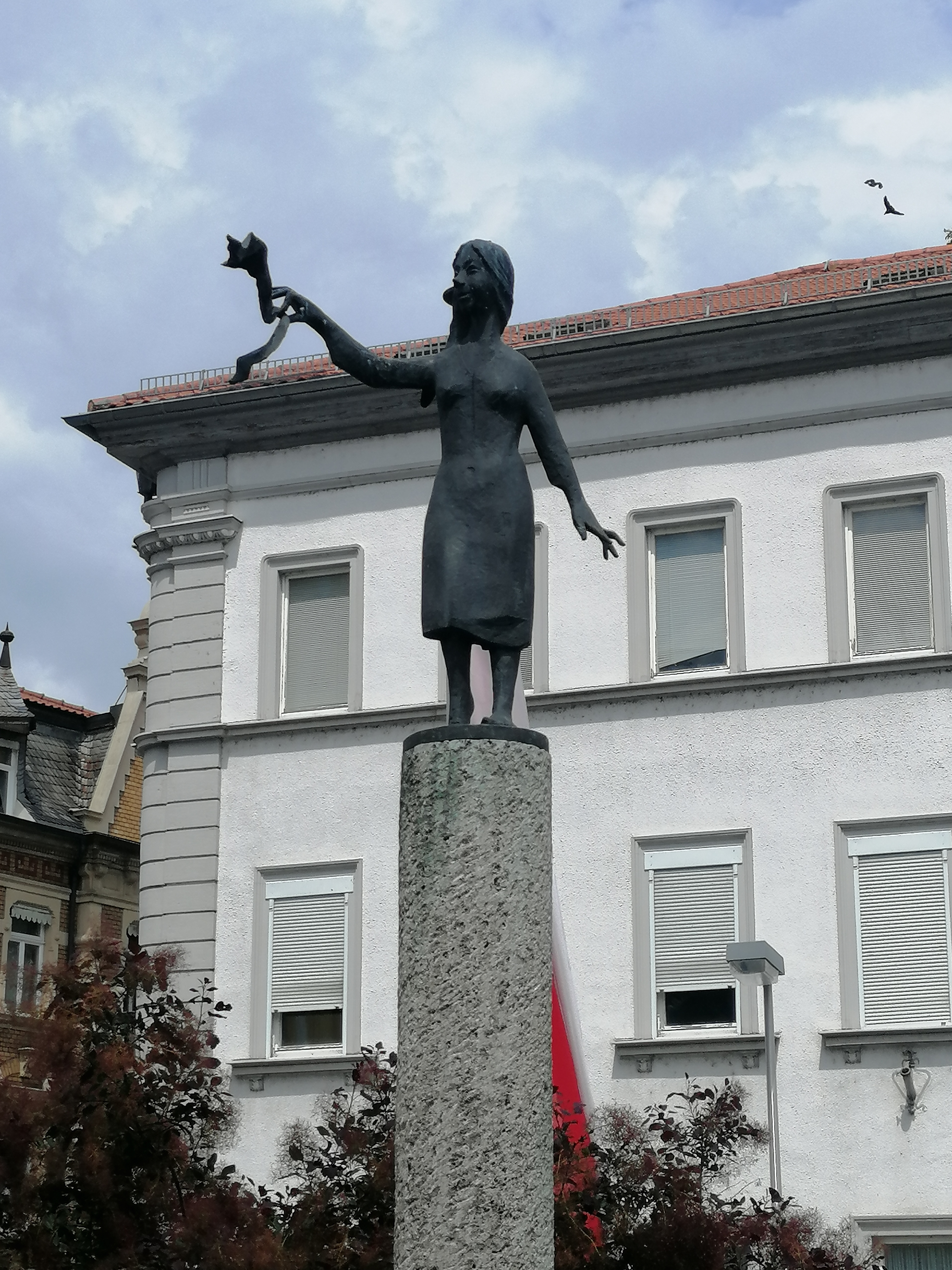
Phantasievolle Darstellung der heiligen Hadeloga in Kitzingen

Die Stadt entwickelte sich im Laufe des Spätmittelalters zu einem Treffpunkt für Humanisten. In Kitzingen wurde mit Konrad Stürtzel der unter Kaiser Maximilian I. amtierende Hofkanzler des Heiligen Römischen Reiches geboren und der Wiener Geograph Ladislaus Sunthaym schuf um 1500 eine ausführliche Stadtbeschreibung. Die Annahme des lutherischen Bekenntnisses erfolgte in Kitzingen früh und wurde von Friedrich Bernbeck und Paul Eber vorangetrieben. Die ursprünglich fürstbischöflich würzburgische Stadt gelangte durch Verpfändung im Jahr 1443 an die Markgrafen von Brandenburg-Ansbach, die der evangelischen Konfession anhingen. Die städtischen Oberschichten forcierten in der Folgezeit die Anbindung an die Herrscher. Mit Georg Seyfridt dem Jüngeren brachte die Stadt einen Arzt in Diensten des Markgrafen Georg Friedrich I. hervor, gleichzeitig war der Kitzinger Georg Besserer für den Fürsten als Hofprediger tätig.
Nach dem Dreißigjährigen Krieg kam die Stadt wieder in die Hände des Würzburger Fürstbischofs, der Bischof musste allerdings eine lutherische Minderheit in der Stadt tolerieren. Dadurch entstand die im Barockzeitalter typische, konfessionelle Durchmischung der Stadtbevölkerung. In Kitzingen siedelten sich viele lutherische Künstler an, die von den Würzburger Fürstbischöfen auf den Baustellen in der Bistumsmetropole Würzburg herangezogen wurden. In Kitzingen wurden in dieser Zeit der Maler Johann Paul Codomann und der Orgelbauer Johann Konrad Brandenstein geboren. Der Letztgenannte war der Sohn des Johann Adam Brandenstein, der seine Werkstatt in der Stadt unterhielt. Daneben siedelten sich die Maler und Bildhauer Johann Doser, Johann Steuerwald und Reiner Wirl in der Stadt an.
Mit der Industrialisierung im 19. Jahrhundert stieg die Stadt zu einem bedeutenden Zentrum für verschiedene Wirtschaftsbereiche auf. Allerdings setzten in Kitzingen diese Entwicklungen später ein und blieben, aufgrund des weiterhin vorherrschenden Konflikts zwischen den Konfessionen auch auf einem lediglich lokal bedeutsamen Niveau stehen. Dennoch brachte die Stadt mehrere Kaufleute und Unternehmer hervor. Als typische Vertreter dieser Ära können die Vertreter der Familie Deuster gelten. Carl Otto Deuster gelang es über die wirtschaftliche Bedeutung in politische Macht umzumünzen: Er wurde Abgeordneter im Bayerischen Parlament. Sein Sohn Carl Oskar von Deuster  konnte sogar in den Adel des Königreichs Bayern aufsteigen.
Kitzingen entwickelte sich in der zweiten Hälfte des 20. Jahrhunderts zu einem Zentrum der unterostfränkischen Mundartliteratur. Hier wirkten Männer wie Alfred Buchner, Wilhelm Widder, Hanns Rupp und Engelbert Bach, die ihre literarischen Arbeiten meist im Nebenberuf verfassten. Mit Bella Fromm, Olga Pöhlmann, Hellmuth Otto Engelhardt und Karin Müller brachte die Stadt aber auch mehrere bedeutende Schriftstellerinnen und Schriftsteller hervor. Die Stadtteile sind mit weiteren Persönlichkeiten verbunden. So entwickelte sich Sickershausen im 18. Jahrhundert zu einem Anlaufpunkt für Botaniker wie den Odenwälder Christian Gottfried Daniel Nees von Esenbeck oder Ernst Friedrich Berger, die hier ihre Forschungen betrieben.